# Asteroideae
Die Asteroideae (alte Bezeichnung Tubuliflorae) sind eine Unterfamilie der Pflanzenfamilie der Korbblütler (Asteraceae). Einige Arten sind Heil- oder Gewürzpflanzen.

## Beschreibung

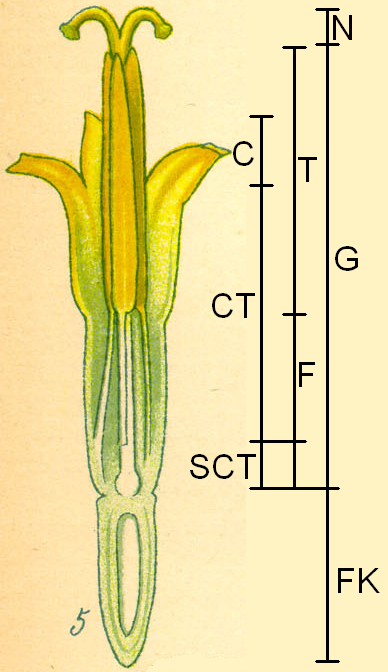
Ausschnitt einer Illustration aus Otto Wilhelm Thomé: Aufbau einer Röhrenblüte am Beispiel der Margerite (Leucanthemum vulgare): Recht von der Illustration die Gliederung der Blütenkrone (Links), des Androeceums (Mitte) und des Gynoeceums (Rechts): SCT = Staubfaden-Corollentubus, CT = Kronröhre, C = freie Kronzipfel, F = Staubfaden, T = Staubbeutel, FK = unterständiger Fruchtknoten, G = Griffel, N = Narbe

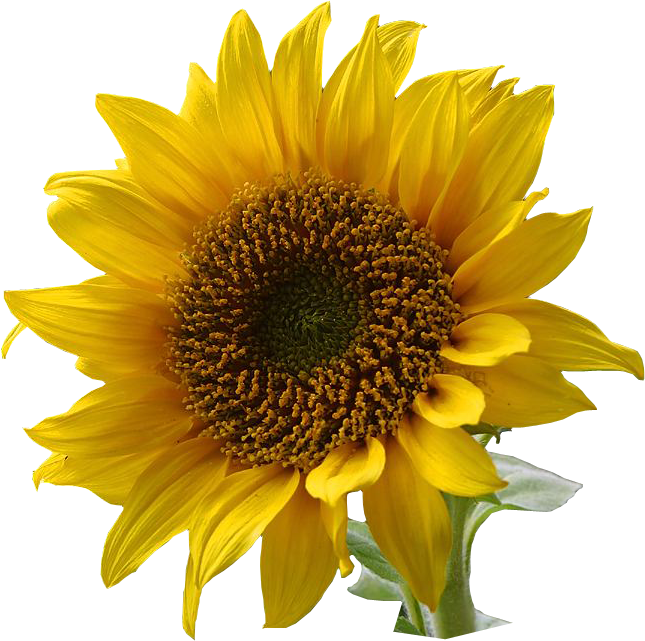
Tribus Heliantheae: Blütenkorb der Sonnenblume (Helianthus annuus) mit Strahlen- und Scheibenblüten

### Vegetative Merkmale
Die Vertreter der Unterfamilie Asteroideae sind meist einjährige bis ausdauernde krautige Pflanzen, es gibt auch verholzende Taxa. Einige Taxa sind sukkulent. Die vegetativen Organe sind von Öl- und Harzgängen durchzogen, die schizogen entstanden und mit Epithel ausgelegt sind. Milchröhren fehlen. Die meist wechselständig oder beispielsweise bei vielen Arten der Tribus Heliantheae gegenständig angeordneten Laubblätter können einfach oder zusammengesetzt sein.

### Generative Merkmale
Es werden körbchenförmigen Blütenständen gebildet, die einzeln stehen oder in unterschiedlich aufgebauten Gesamtblütenständen zusammen stehen. Der Blütenkorb ist umgeben von Hüllblättern. Der Korbboden (Receptaculum) kann scheiben- bis kegelförmig sein. Oft befinden sich Spreublätter auf dem Korbboden; es sind die Deckblätter der Blüten.
Typisch bei der Unterfamilie Asteroideae ist, dass oft in den Blütenkörben sowohl außen zygomorphe, dreizipfelige Zungenblüten (= Strahlenblüten) als auch innen radiärsymmetrische Röhrenblüten (= Scheibenblüten) vorhanden sind. Bei wenigen Taxa fehlen die Zungenblüten, Röhrenblüten sind immer vorhanden.
Die Blüten sind fünfzählig mit doppelter Blütenhülle. Die Kelchblätter sind zum sogenannten Pappus umgebildet. Die meist fünf Kronblätter sind zu einer Kronröhre verwachsen. Bei den Röhrenblüten sind die fünf relativ kurzen Kronzähne etwa so lang wie breit. Bei den Zungenblüten enden die Zungen in drei Kronzähnen (Unterschied zu anderen Unterfamilien). Bei den fünf Staubblättern sind die Staubbeutel zu einer Röhre verklebt. Der Griffel „fegt“ mit Fegehaaren den Pollen aus der Staubbeutelröhre; das Öffnen der Narbenschenkel und die Freigabe der empfängnisfähigen Innenseite erfolgt erst anschließend, um Selbstbestäubung zu vermeiden. Die Staubbeutel besitzen keine Anhängsel. Auf den Pollen sind die Stacheln regelmäßig oder unregelmäßig verteilt. Zwei Fruchtblätter sind zu einem unterständigen Fruchtknoten verwachsen. Der Griffel endet zweiästig. Auf den beiden Griffelästen befinden sich auf der Innenseite jeweils zwei mit zwei Linien mit Narbengewebe.
Es werden Achänen, die oft einen Pappus zur Ausbreitung besitzen, gebildet.
Die Chromosomengrundzahl beträgt x = 9, 10, oder bei der Heliantheae-Allianz x = 19.

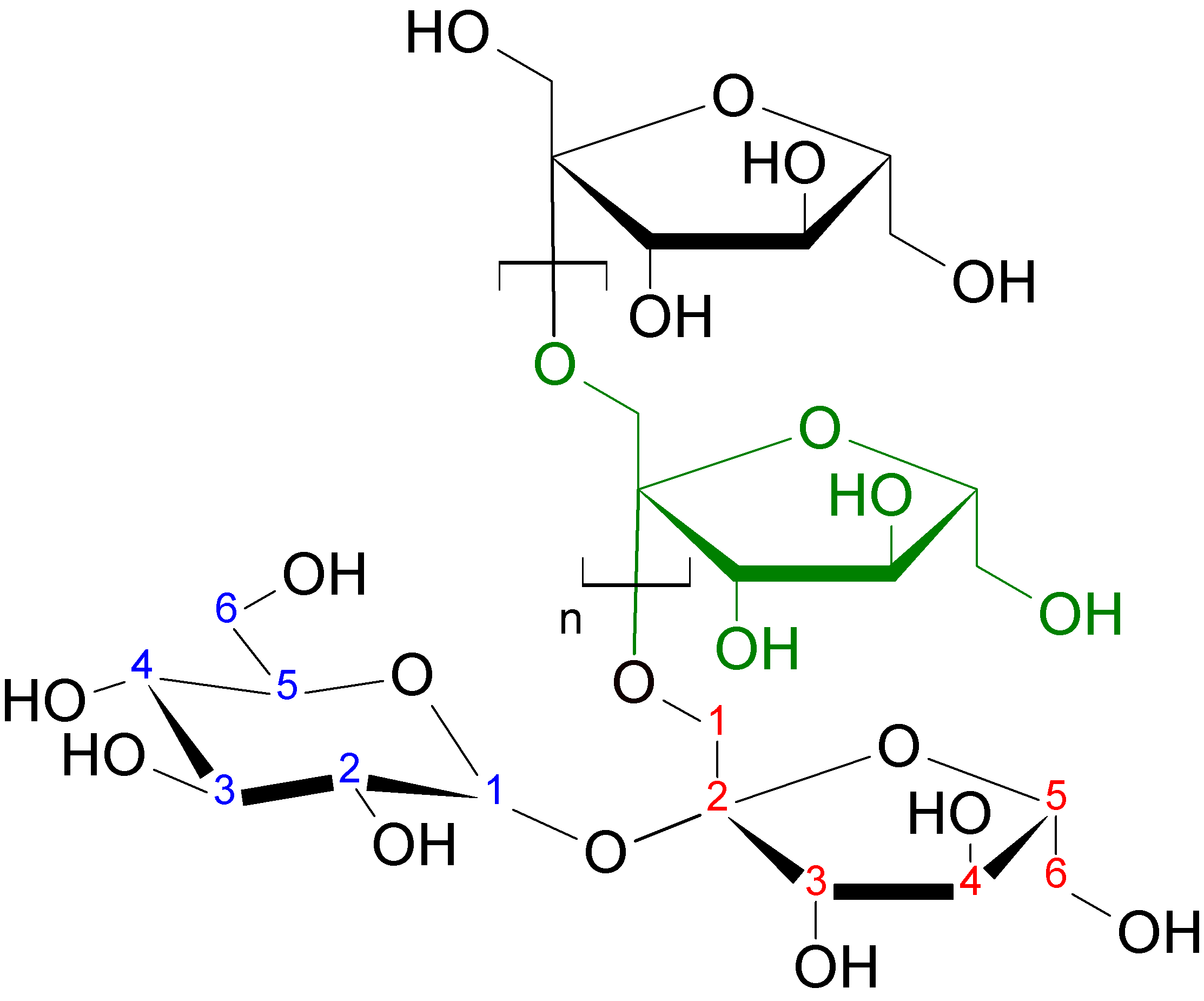
Strukturformel von Inulin

## Inhaltsstoffe
Als Speicherkohlenhydrat besitzen sie Inulin. Ätherische Öle sind bei vielen Arten vorhanden. Wichtig sind auch Polyine (= Polyacetylene) und Sesquiterpenlactone.

## Systematik

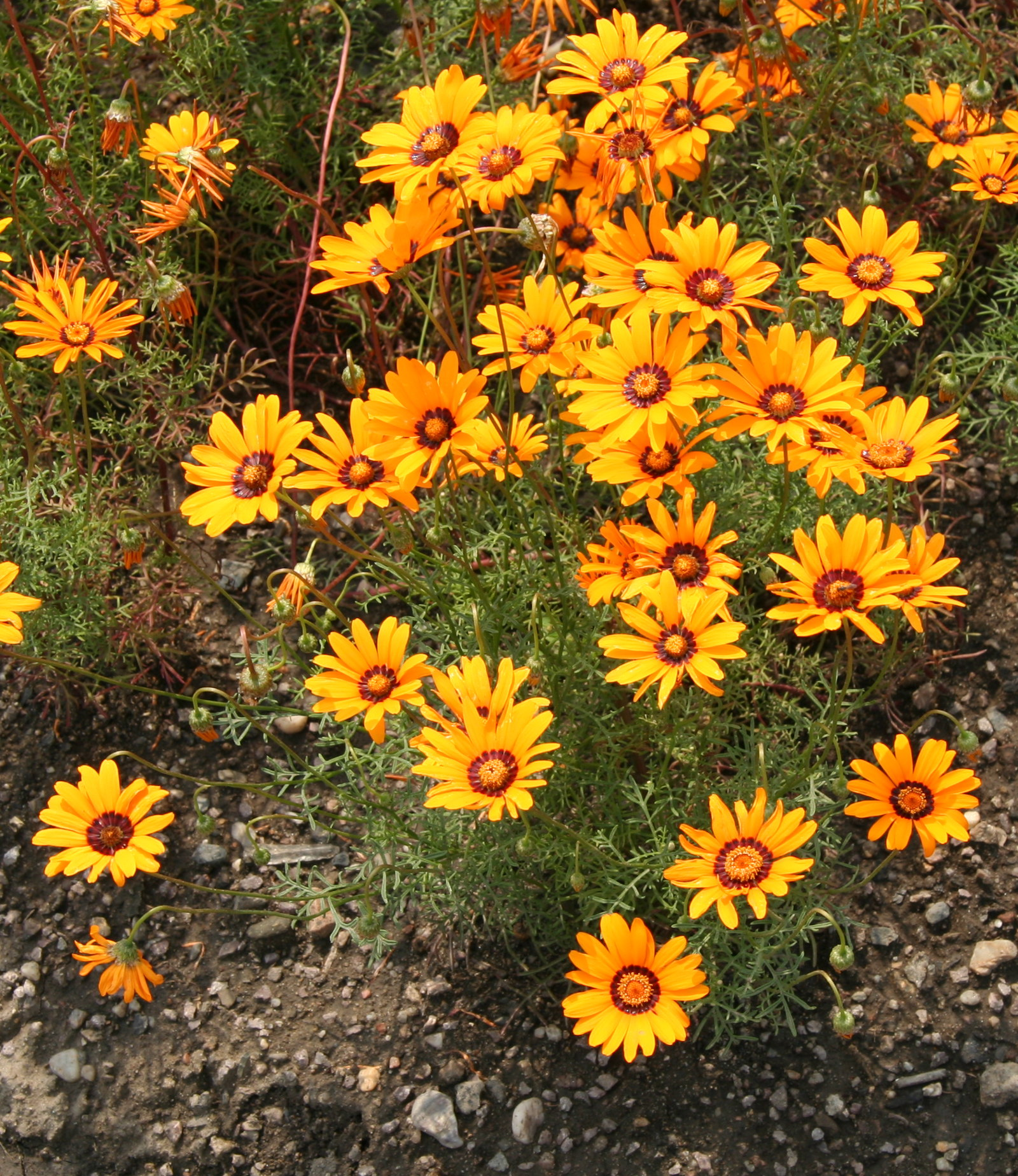
Tribus Anthemideae: Ursinia anthemoides

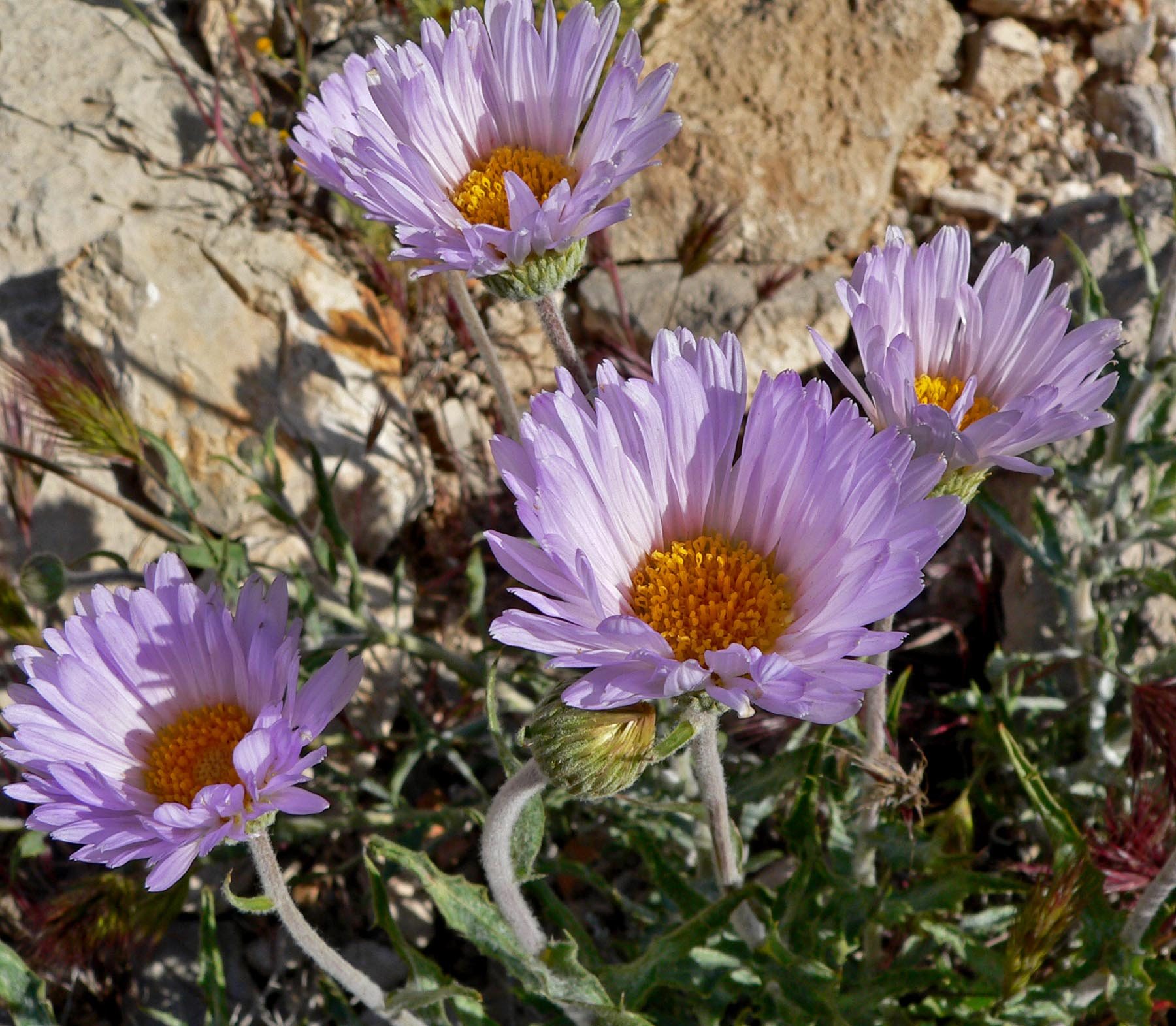
Tribus Astereae: Xylorhiza tortifolia

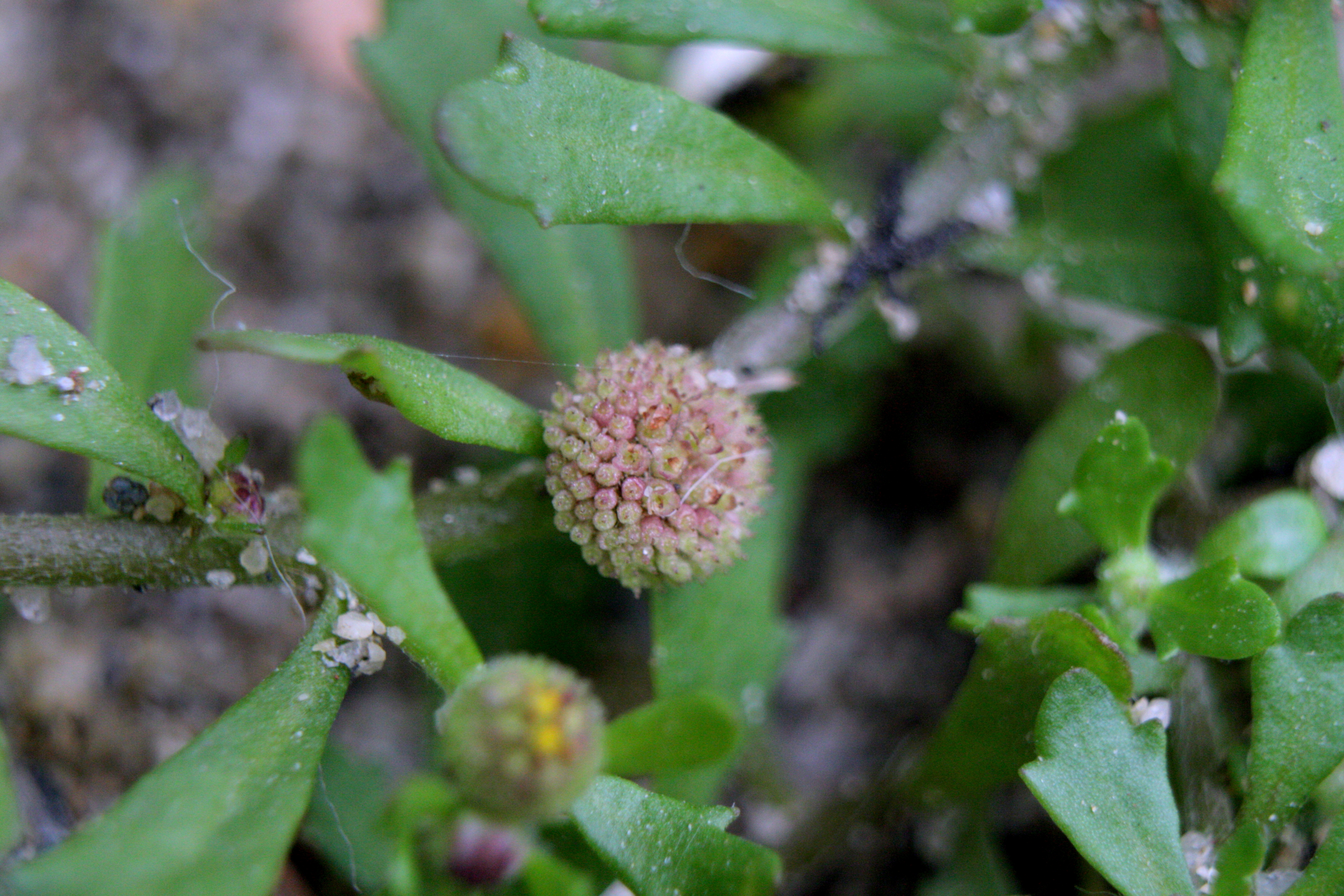
Tribus Athroismeae: Centipeda minima

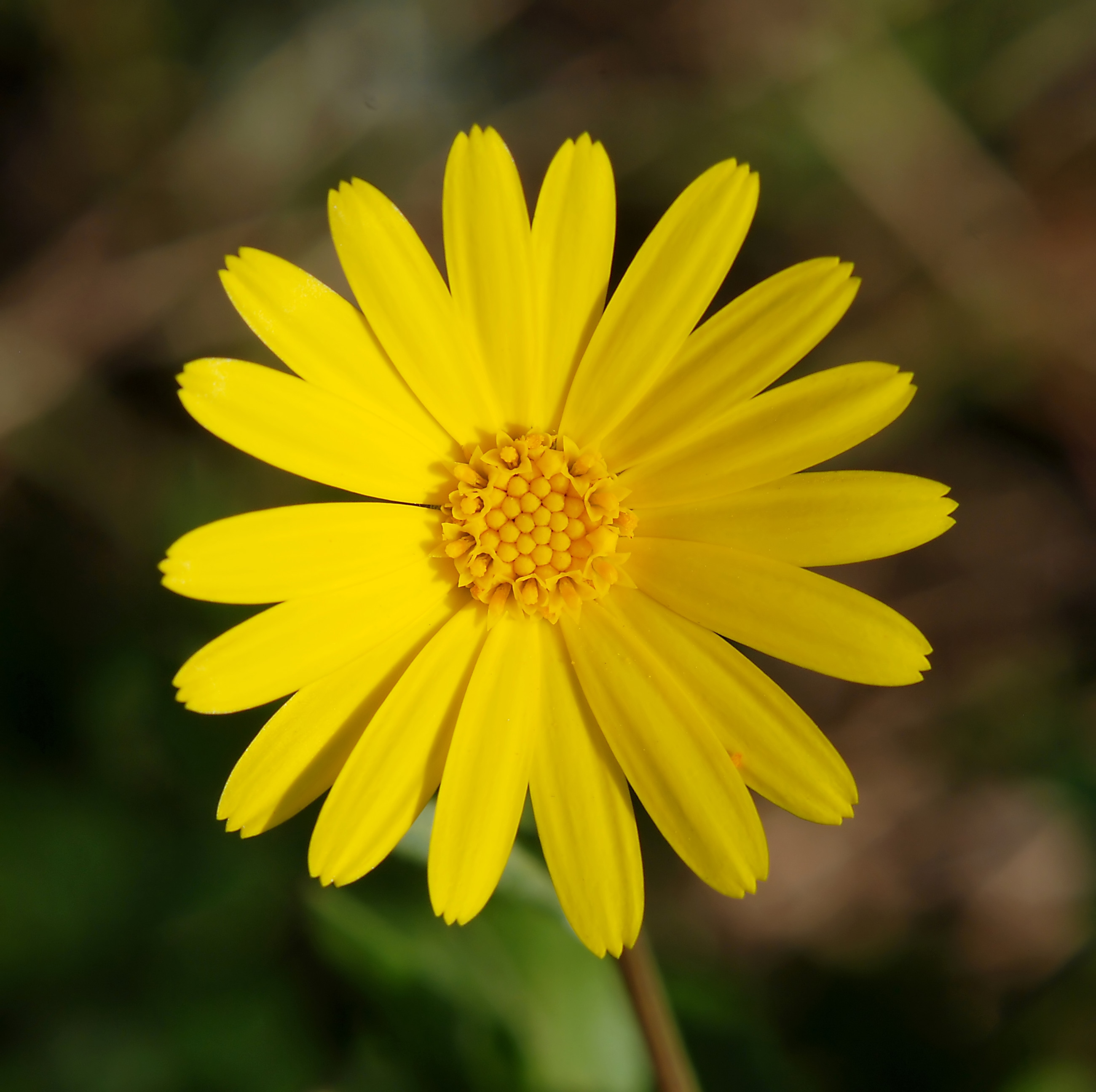
Tribus Calenduleae: Calendula arvensis

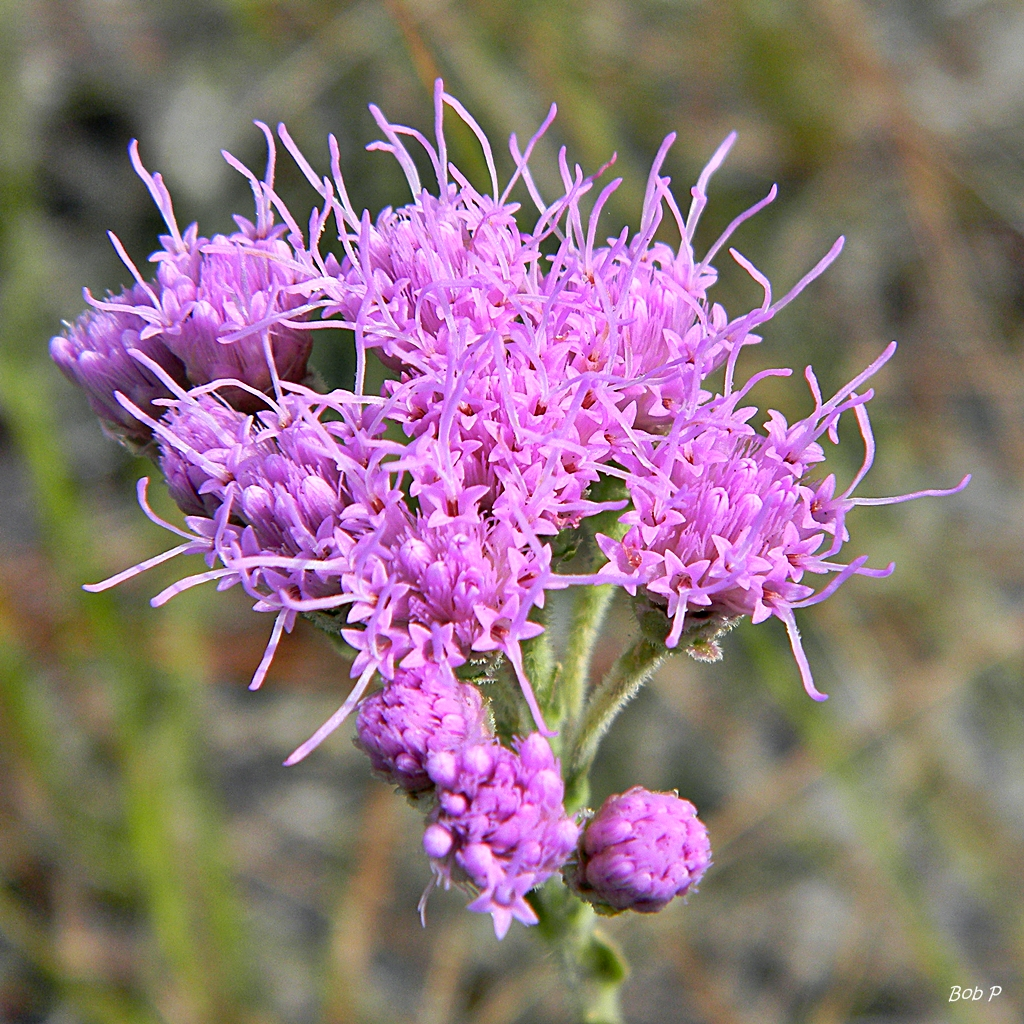
Tribus Eupatorieae: Blütenstand mit Blütenkörbchen und Blüten im Detail von Carphephorus corymbosus

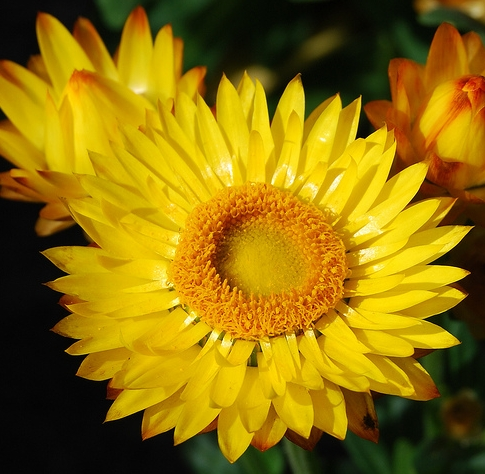
Tribus Gnaphalieae: Blütenkorb von Xerochrysum bicolor

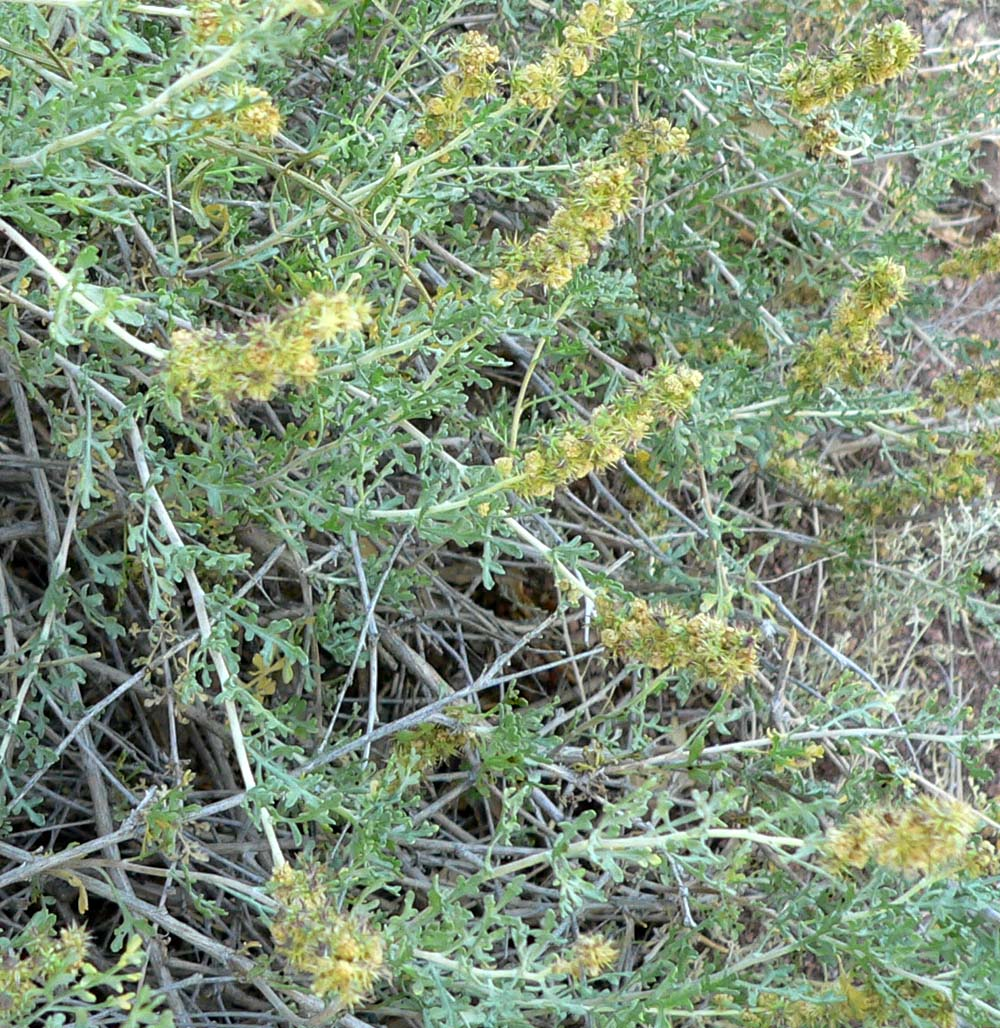
Tribus Heliantheae: Ambrosia dumosa

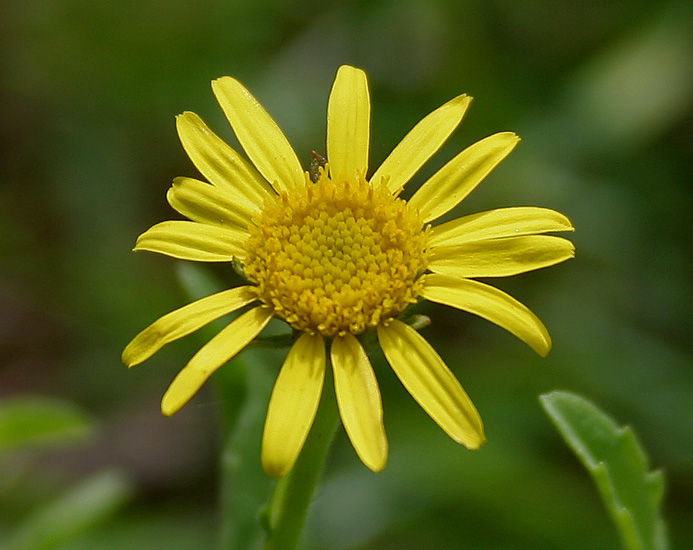
Tribus Inuleae: Blütenkorb von Pulicaria wightiana

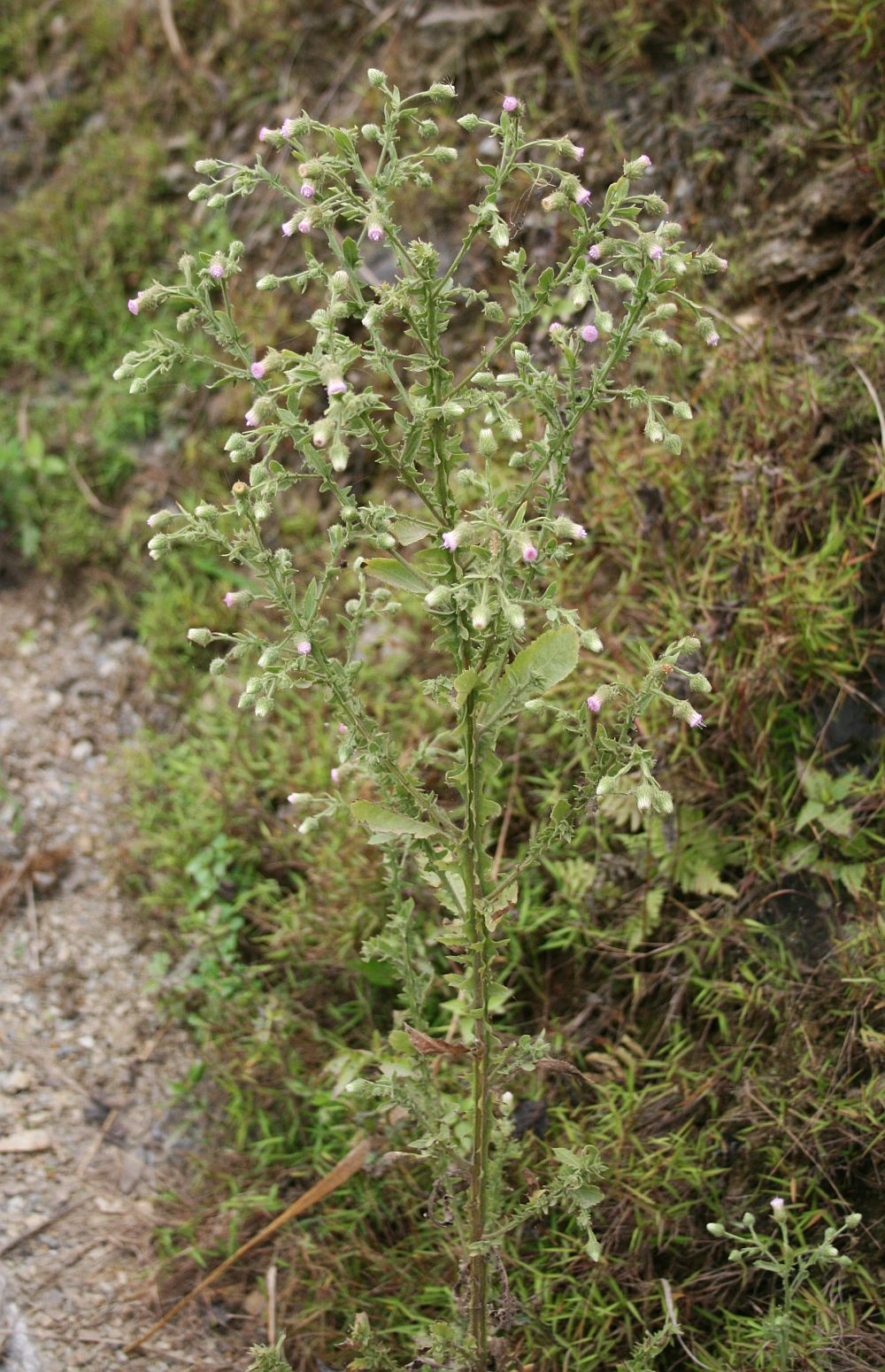
Tribus Plucheeae: Gesamtblütenstand von Laggera crispata

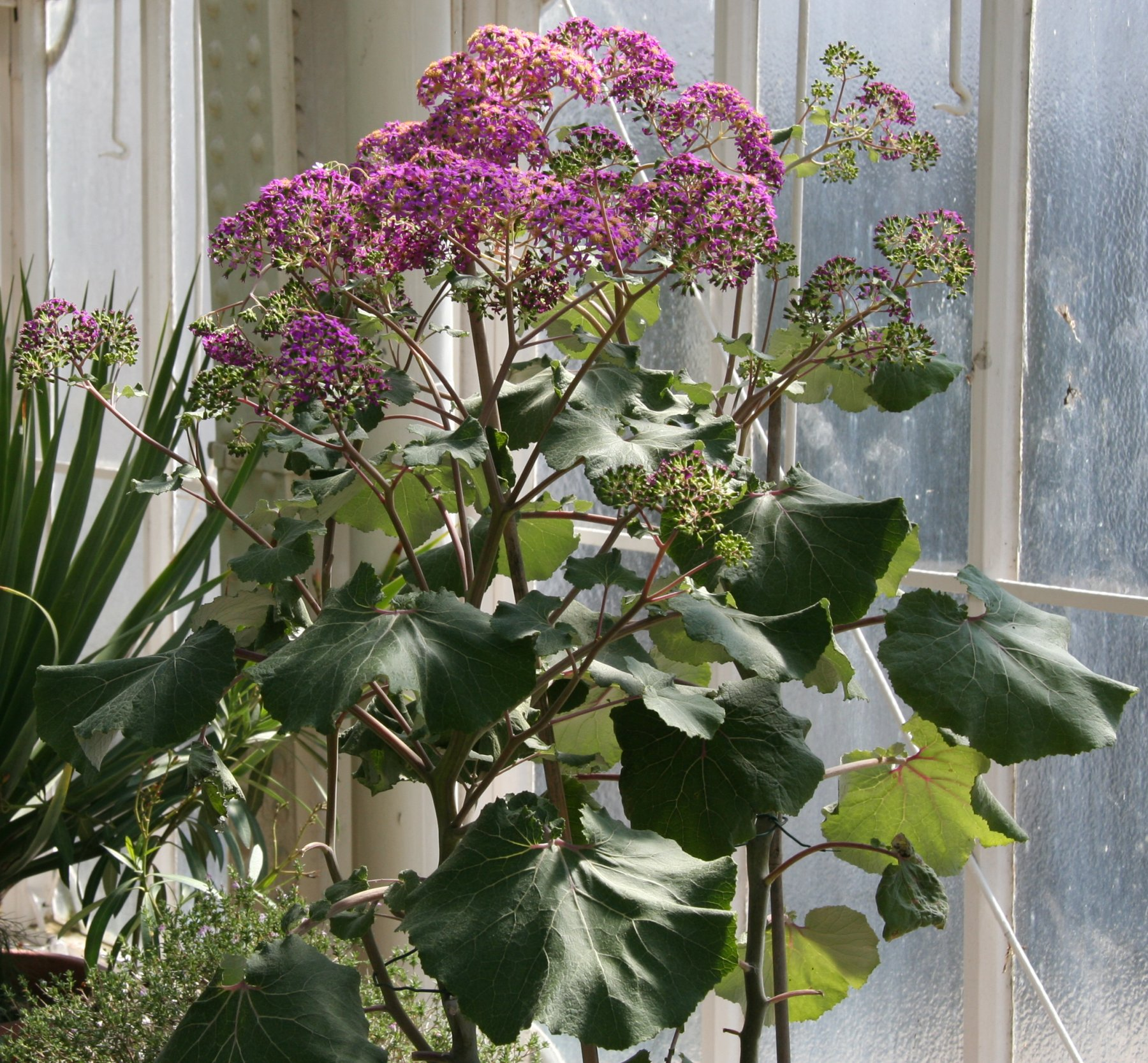
Tribus Senecioneae: Pericallis malvifolia

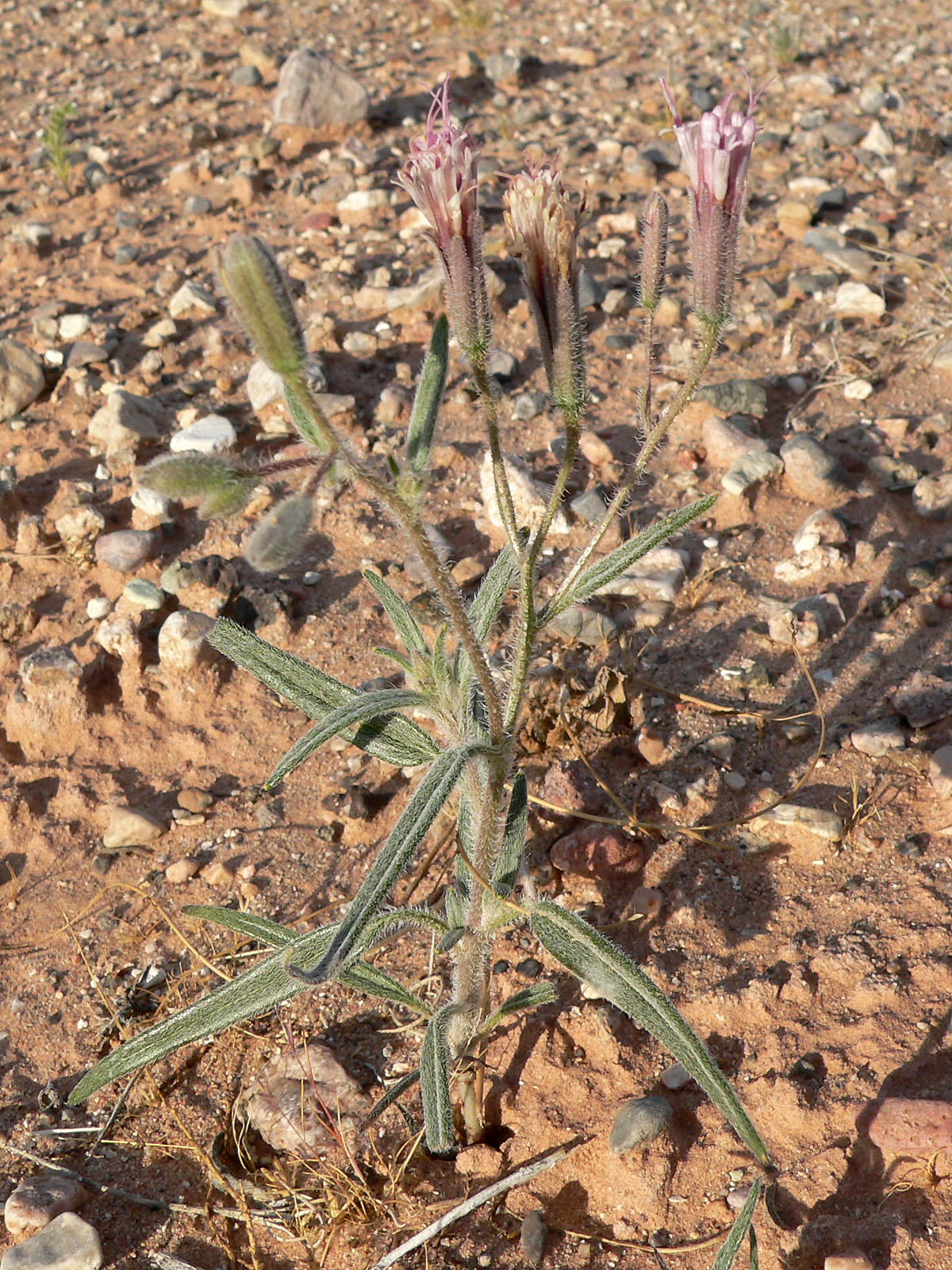
Tribus Bahieae: Palafoxia arida var. arida

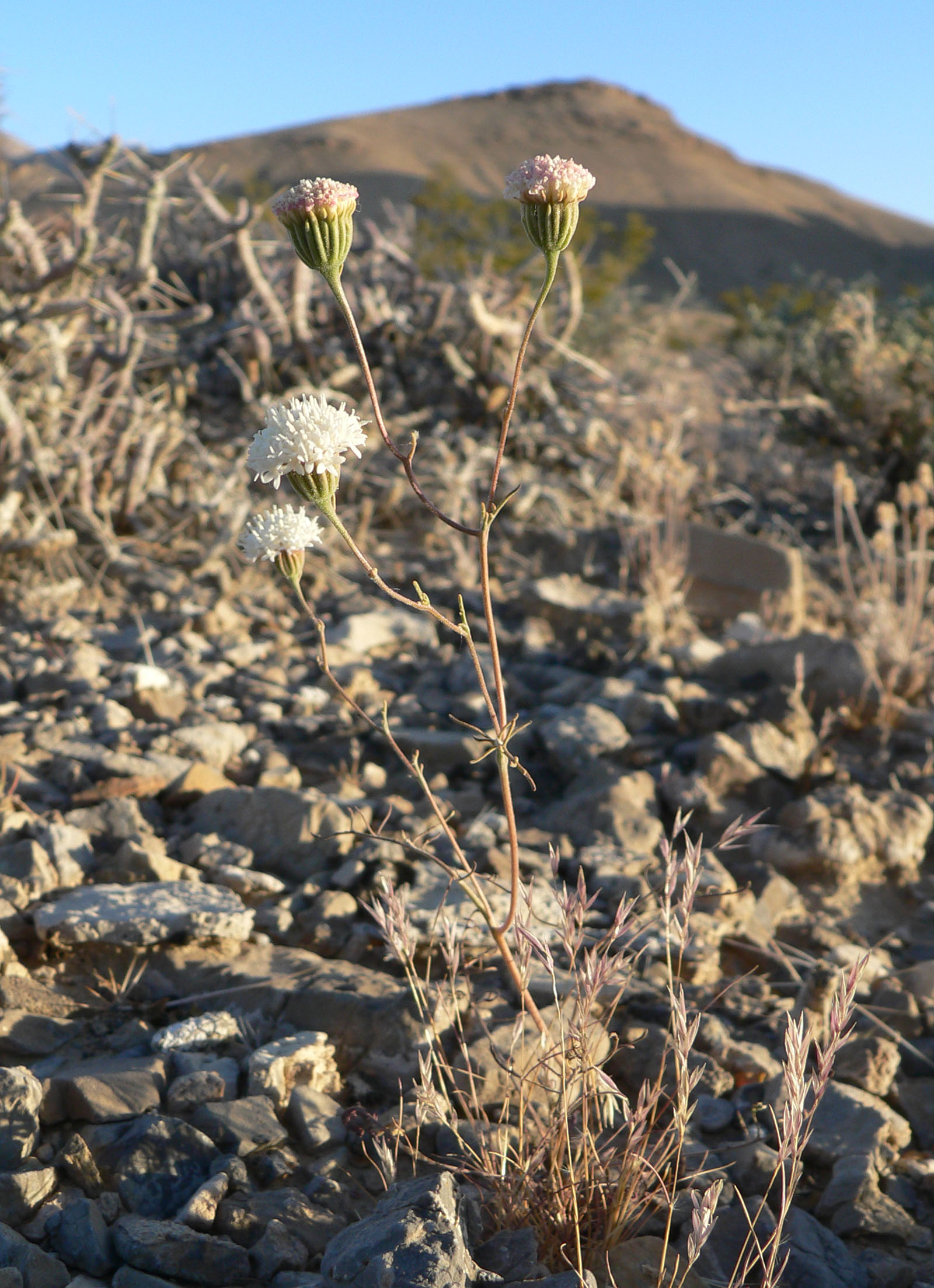
Tribus Chaenactideae: Chaenactis carphoclinia var. carphoclinia

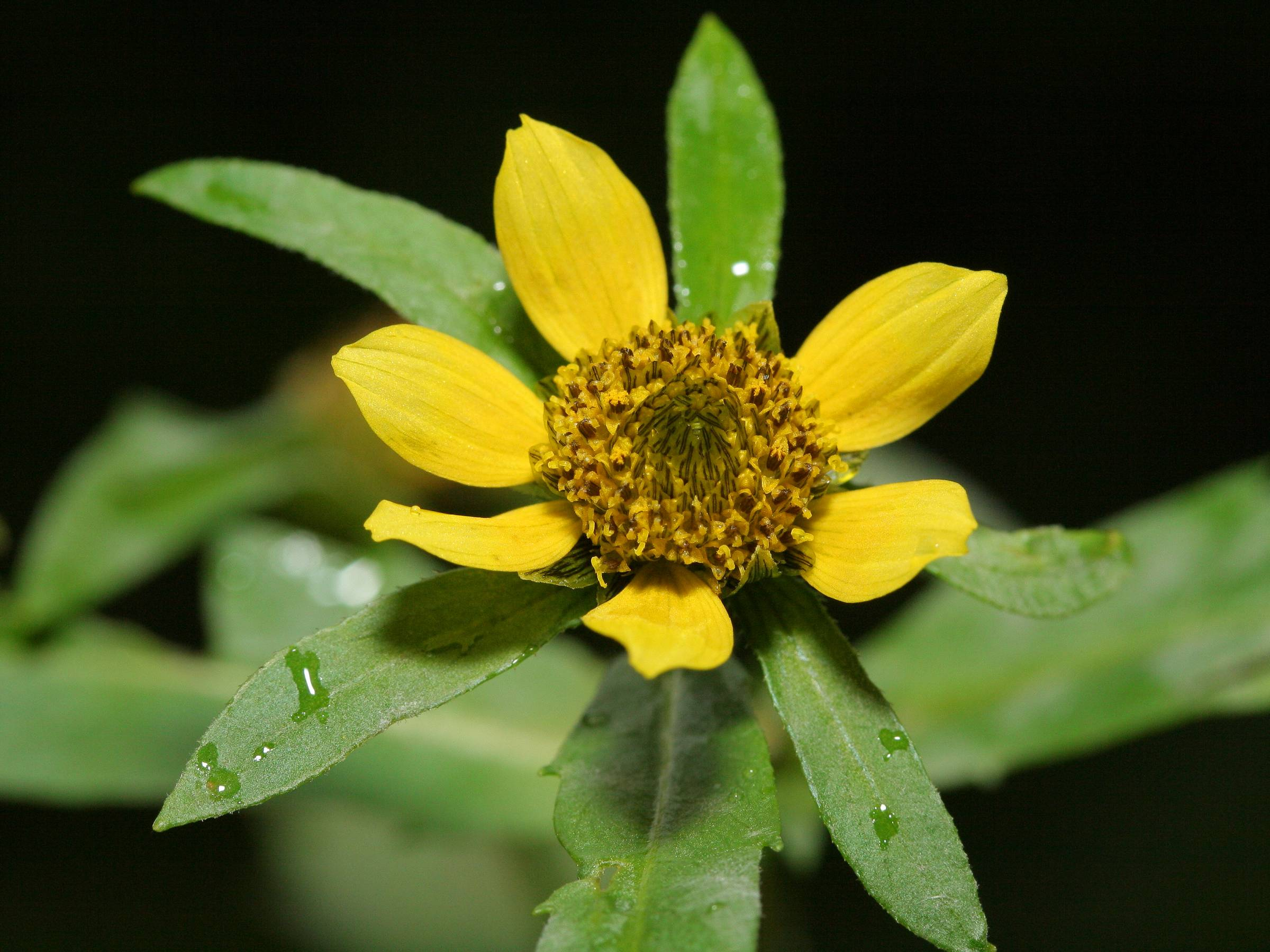
Tribus Coreopsideae: Blütenkörbchen mit Blüten im Detail von Bidens cernua

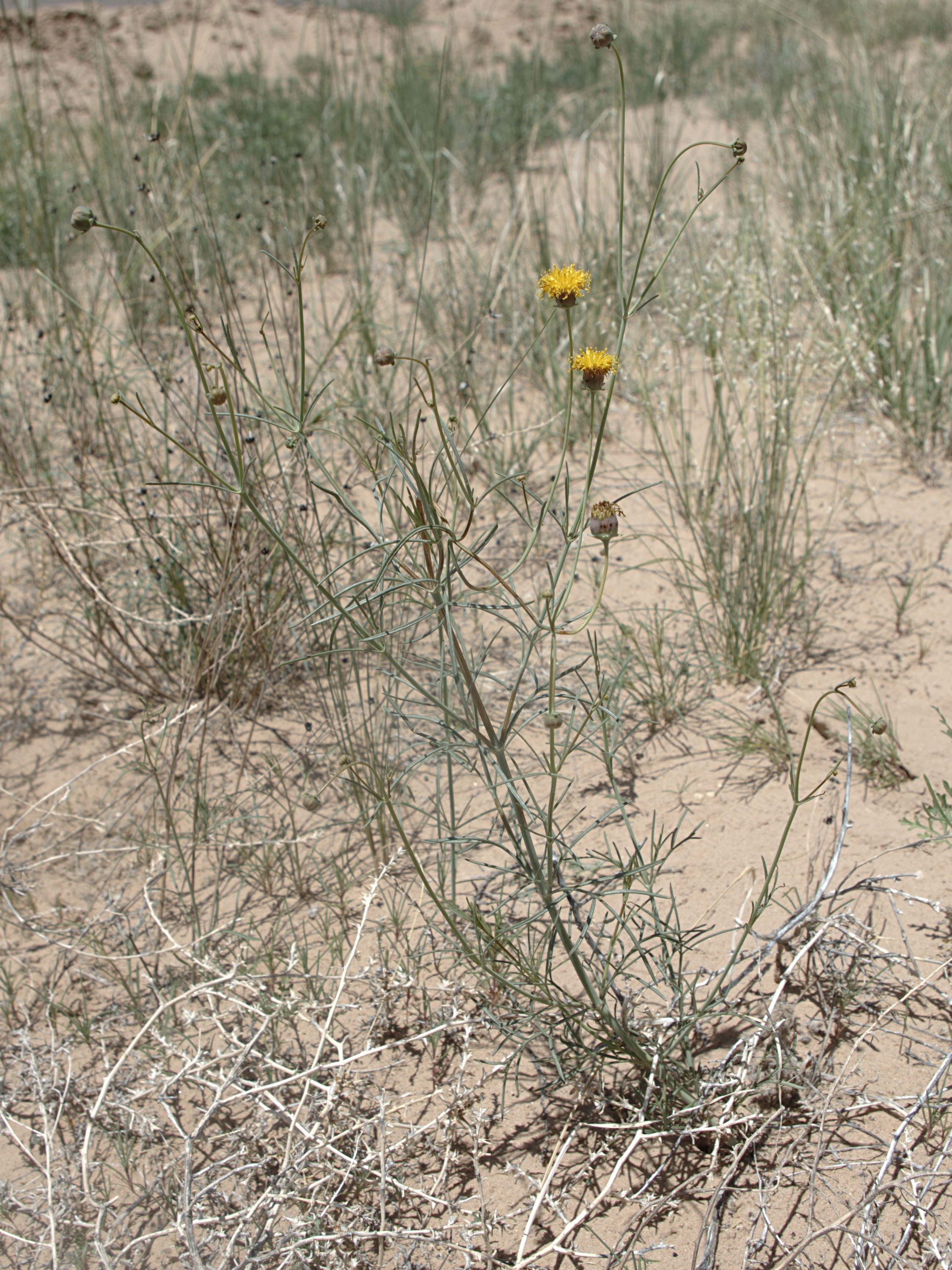
Tribus Coreopsideae: Thelesperma megapotamicum

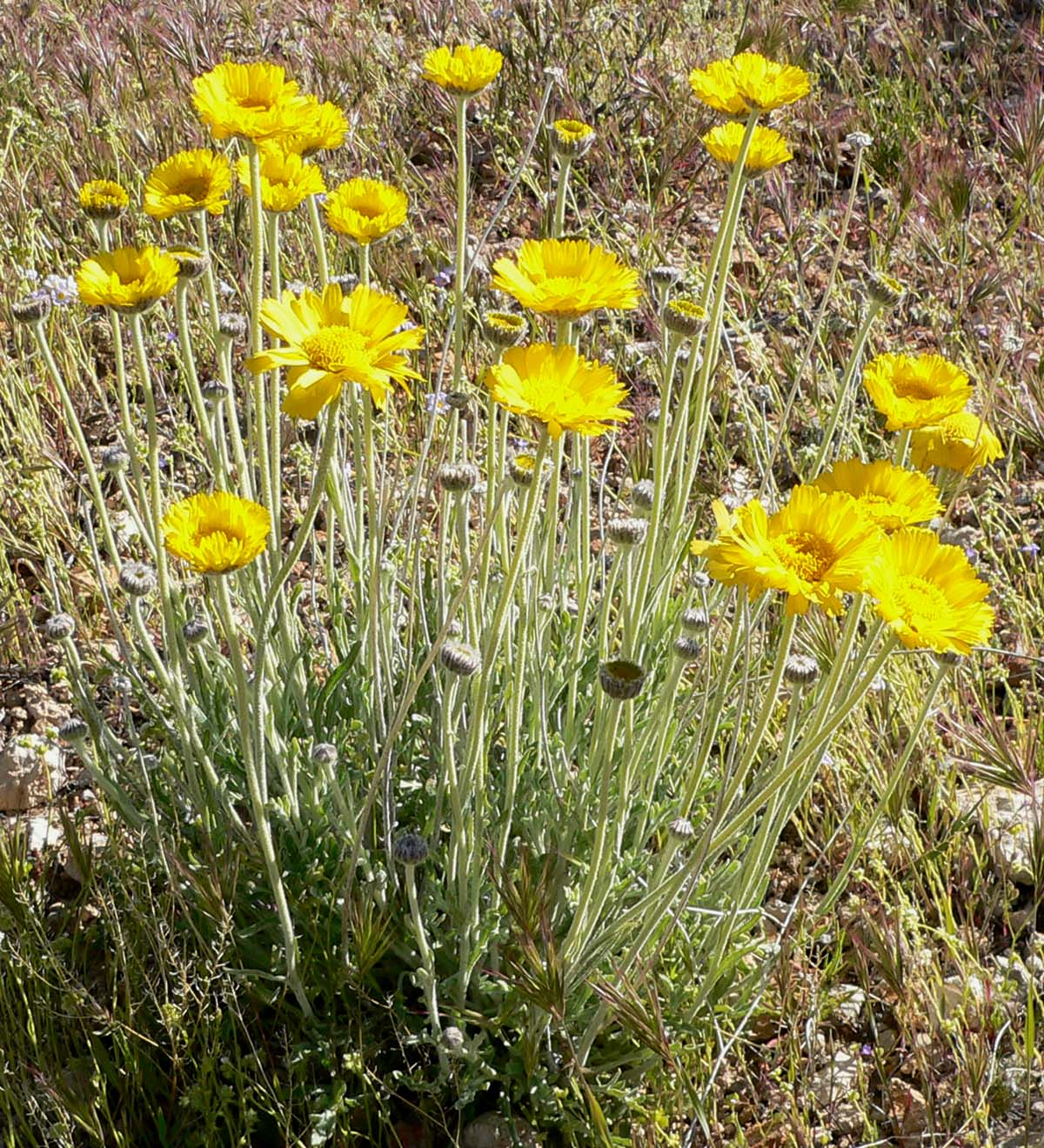
Tribus Helenieae: Baileya multiradiata

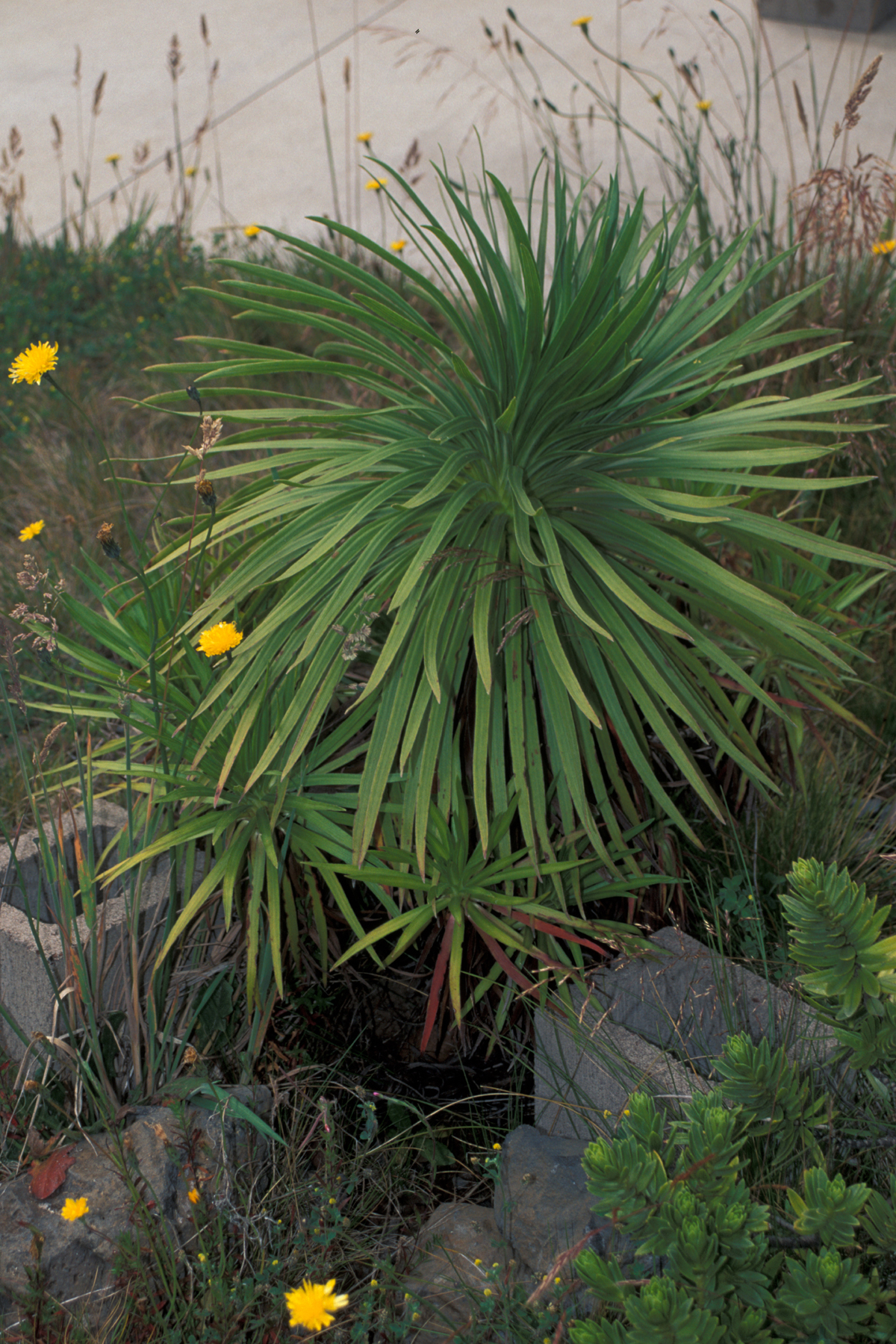
Tribus Madieae: Argyroxiphium grayanum

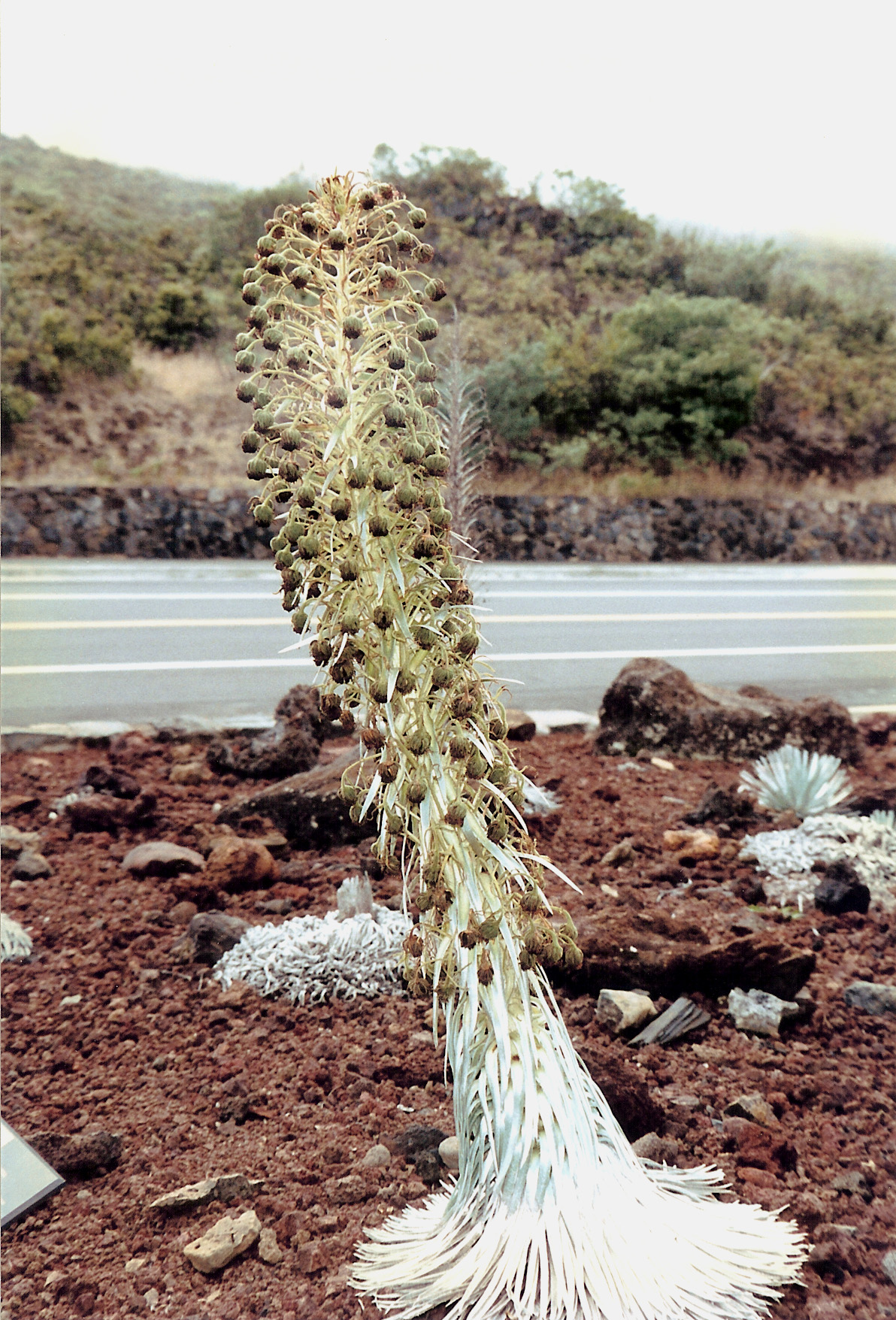
Tribus Madieae: Haleakalā-Silberschwert (Argyroxiphium sandwicense ssp. macrocephalum)

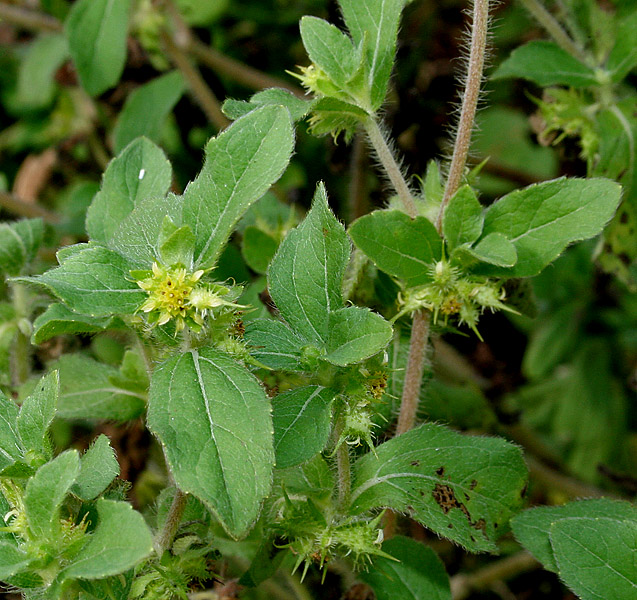
Tribus Millerieae: Acanthospermum hispidum

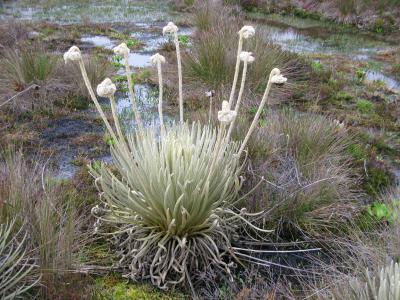
Tribus Millerieae: Habitus und Blütenstände von Coespeletia palustris

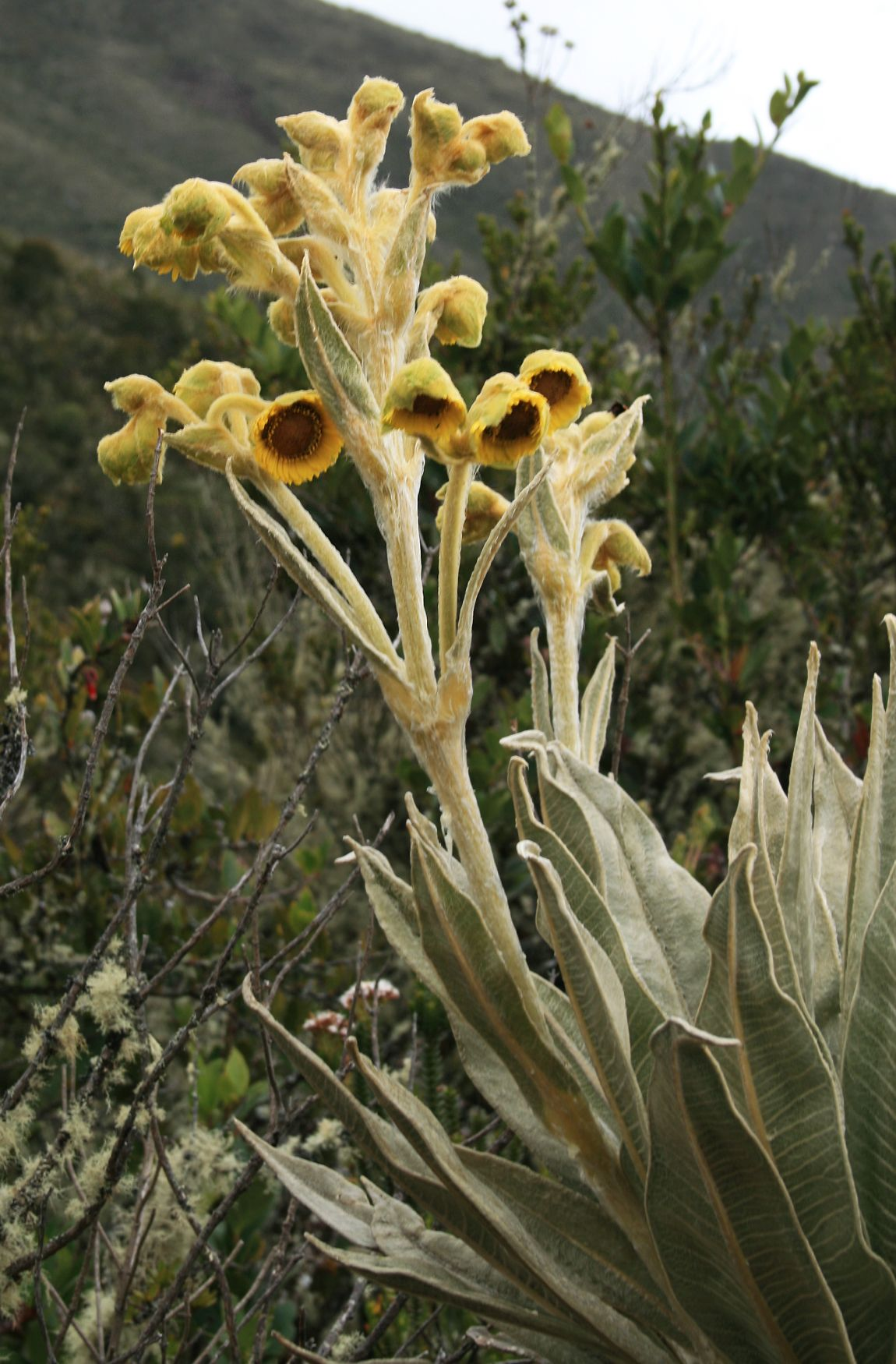
Tribus Millerieae: Espeletia grandiflora

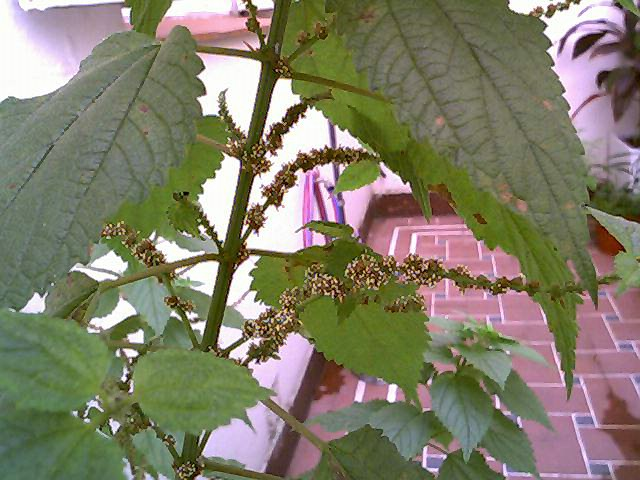
Tribus Neurolaeneae: Traumkraut (Calea ternifolia)

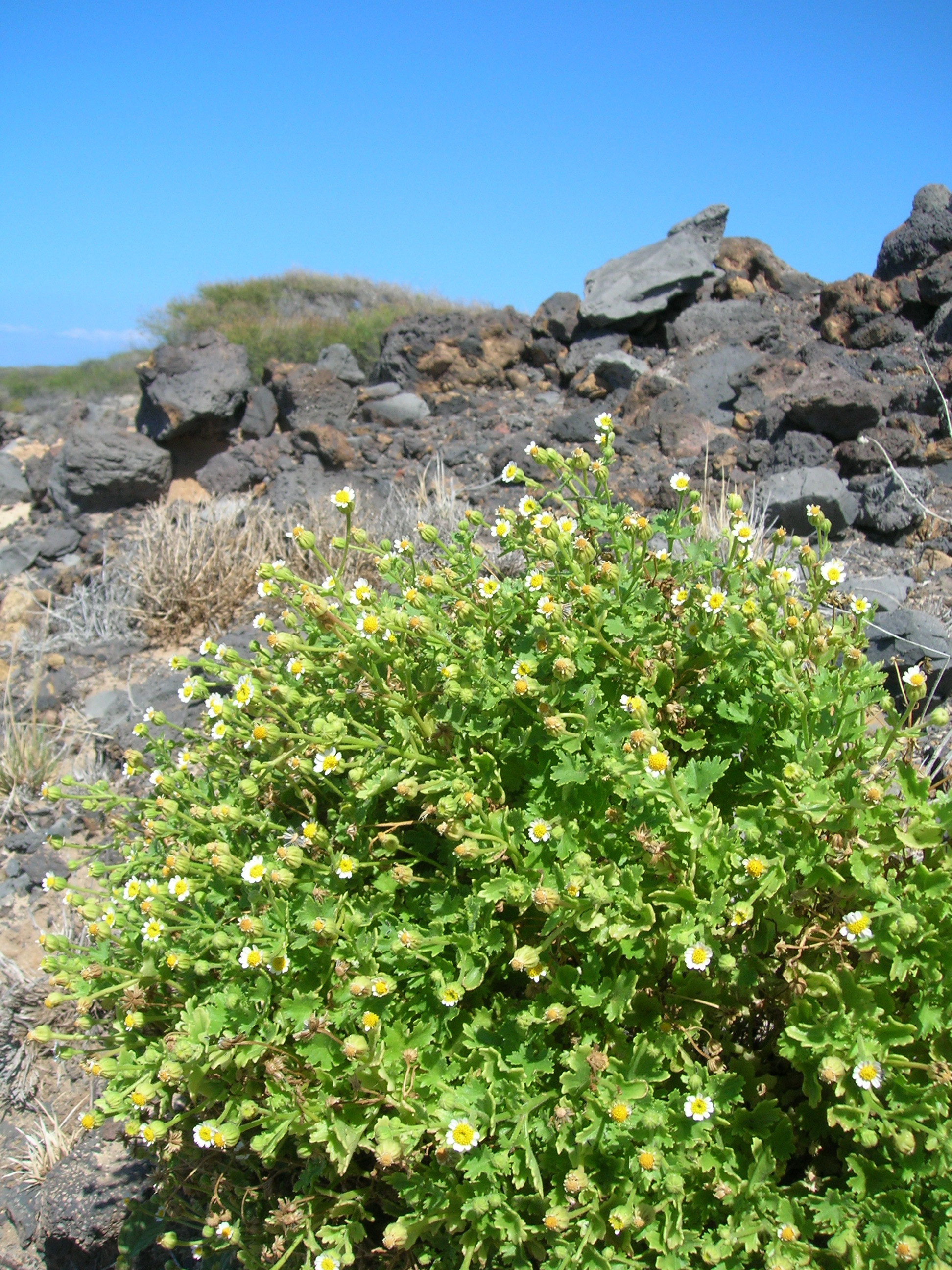
Tribus Perityleae: Perityle emoryi

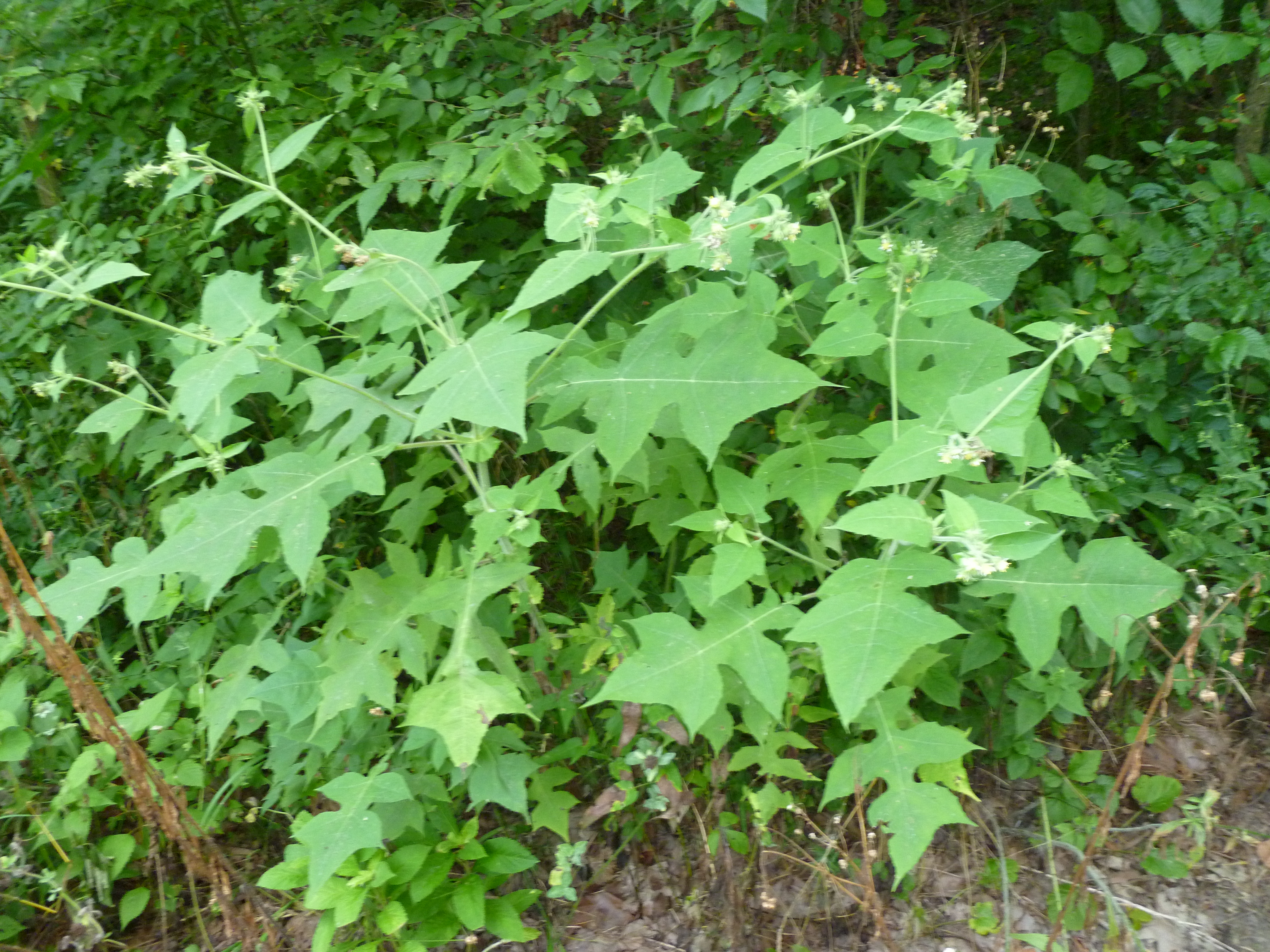
Tribus Polymnieae: Polymnia canadensis

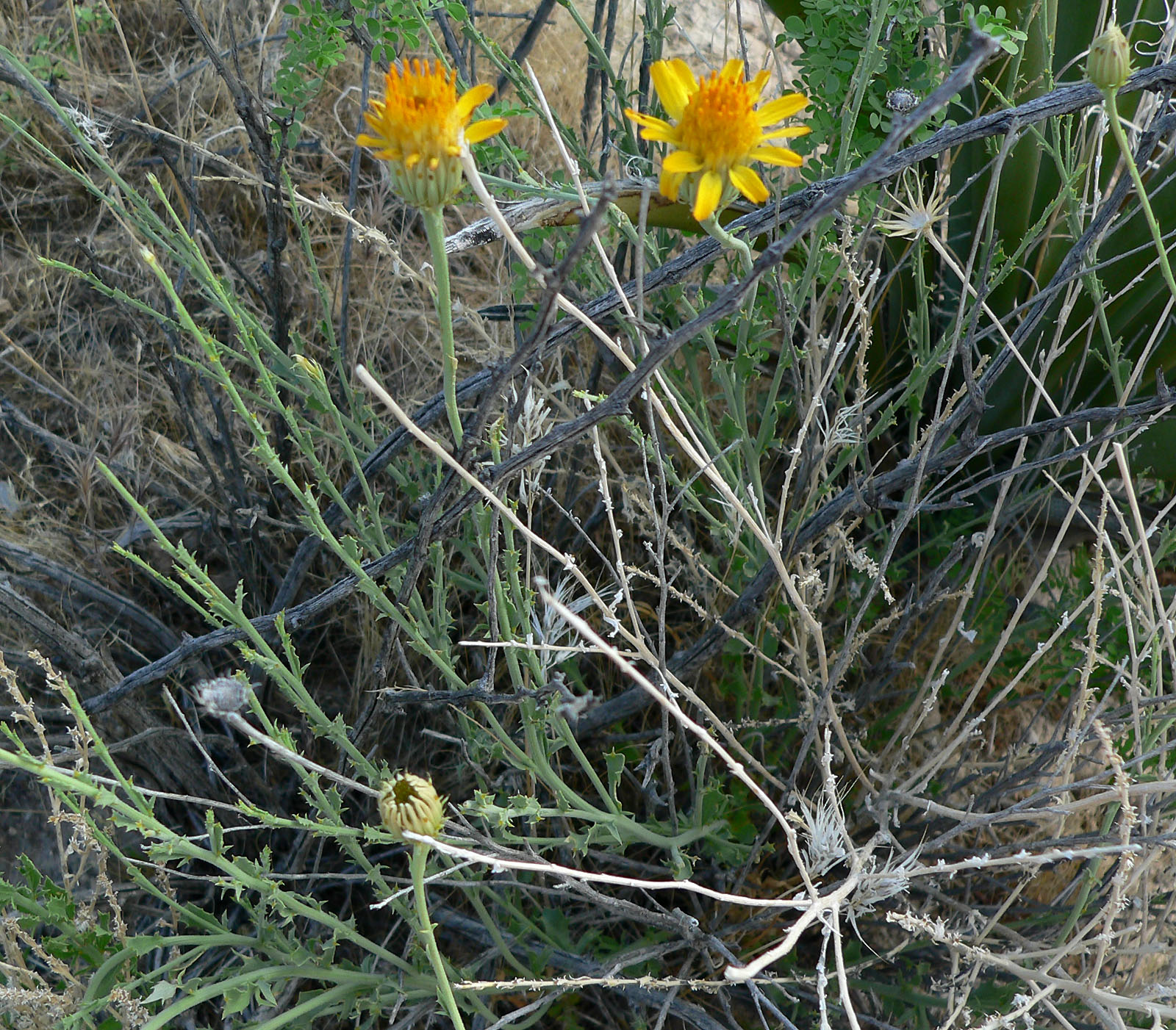
Tribus Tageteae: Adenophyllum cooperi

### Taxonomie
Die Unterfamilie Asteroideae wurde 1829 durch John Lindley in John Claudius Loudon: An Encyclopedia of Plants, 1074 aufgestellt.

### Innere Systematik
Diese Unterfamilie Asteroideae enthält etwa 1.135 Gattungen und rund 16.200 Arten, mit weltweiter Verbreitung. Eine Verwandtschaftsgruppe, die sogenannte Heliantheae-Allianz bilden die Tribus Feddeeae, Helenieae, Coreopsideae, Neurolaeneae, Tageteae, Chaenactideae, Bahieae, Polymnieae, Heliantheae, Millerieae, Madieae, Perityleae, Eupatorieae.
Die Unterfamilie Asteroideae wird in 20 Tribus gegliedert (Die Gattungen sind in den Artikeln der Tribus aufgelistet):
- Tribus Anthemideae Panero: Sie enthält 100 bis 110 Gattungen mit etwa 1700 Arten.[5]
- Tribus Astereae Cass.: Sie enthält über 200 Gattungen mit etwa 3000 Arten.[5]
- Tribus Athroismeae Panero: Sie enthält seit 2017 mehr etwa neun Pflanzengattungen[6] mit 59 bis 80 Arten, die hauptsächlich in Afrika und Australien verbreitet sind.
- Tribus Calenduleae Cass.: Früher waren acht, seit 2009 zwölf Gattungen mit 110 bis 120 Arten enthalten. Sie sind fast immer ohne Pappus.[5]
- Tribus Chaenactideae B.G.Baldwin: Sie enthält nur drei Gattungen vom westlichen Nordamerika bis Mexiko.[7]
- Tribus Eupatorieae Cass.: Sie enthält 167 bis 181 Gattungen mit 2000 bis 2400 Arten.[5][8]
- Tribus Gnaphalieae Cass. ex Lecoq & Juill.: Sie wird in fünf bis sechs Subtribus gegliedert mit etwa 184 bis 187 Gattungen und 1240 bis über 2000 Arten.[5]
- Tribus Heliantheae Cass.: Sie enthält heute nur noch 14 Subtribus mit nur noch etwa 112 Gattungen. Es wurden einige neue Tribus ausgegliedert.[5][9]
- Tribus Inuleae Cass.: Sie enthält 40 bis 60 Gattungen mit 500 bis 600 Arten.[5]
- Tribus Plucheeae (Cass. ex Dum.) Anderberg: Sie enthält etwa 27 Gattungen mit etwa 219 Arten.[5]
- Tribus Senecioneae Cass.: Sie enthält etwa 150 Gattungen mit etwa 3200 Arten.[5]
- Tribus Tageteae Cass.: Sie enthält 16 bis 23 mit etwa 216 Arten. Das Zentrum der Artenvielfalt ist das trockene mexikanische Hochland.[10]
- Tribus Bahieae B.G.Baldwin: Sie wurde 2002 aufgestellt und enthält 19 bis 21 Gattungen, die hauptsächlich in der Neotropis verbreitet sind mit einem Schwerpunkt der Artenvielfalt in den südwestlichen USA und in Mexiko. Es sind meist einjährige bis ausdauernde krautige Pflanze, selten Sträucher, die keinen Milchsaft enthalten. Es sind keine Spreublätter vorhanden. Wenn Zungenblüten vorhanden sind, dann sind sie rein weiblich. Die Zungen der Blütenkronen enden mit zwei oder drei Kronzähnen. Bei den Röhrenblüten besitzen die Blütenkronen vier oder fünf Kronzähne. Die Achänen sind durch Phytomelanine schwärzlich:[7][11][12]
  - Achyropappus Kunth:[12] Die seit 2012 drei Arten kommen Mexiko und Guatemala vor:[13]
  - Apostates N.S.Lander: Sie enthält nur eine Art:[12]
    - Apostates rapae (F.Brown) N.S.Lander: Es ist ein Endemit auf der Osterinsel (in der Landessprache Rapa Nui, daher das Artepitheton rapae).[12]

  - Bahia Lag.: Sie hat etwa zehn Arten enthalten.[5] Sie enthält 2016 nur noch eine Art:[12]
    - Bahia ambrosioides Lag.: Sie gedeiht in Gebieten mit ariden bis mediterranen Klimaten an Küsten und Küstengebirgen in Chile.[12]

  - Bartlettia A.Gray: Sie enthält nur eine Art:[5]
    - Bartlettia scaposa A.Gray: Sie ist von den südwestlichen US-Bundesstaaten New Mexico sowie Texas bis Mexiko verbreitet.[5]

  - Chaetymenia Hook. & Arn.: Sie enthält nur eine Art:
    - Chaetymenia peduncularis Hook. & Arn.: Sie ist in Mexiko verbreitet.

  - Chamaechaenactis Rydb.: Sie enthält nur eine Art:[5]
    - Chamaechaenactis scaposa (Eastw.) Rydb.: Sie gedeiht in Höhenlagen von 1400 bis 2600 Metern in den westlichen US-Bundesstaaten Arizona, Colorado, New Mexico, Utah sowie Wyoming.[5]

  - Espejoa DC.: Sie enthält nur eine Art:
    - Espejoa mexicana DC.: Sie ist in Mexiko verbreitet.

  - Florestina Cass.:[12] Die etwa acht Arten sind von Texas (nur eine Art) über Mexiko bis Zentralamerika verbreitet.[5]
  - Holoschkuhria H.Rob.: Sie wurde 2002 aufgestellt und enthält nur eine Art:[12]
    - Holoschkuhria tetramera H.Rob.: Sie kommt im nördlichen Peru vor.[12]

  - Hymenopappus L'Hér.: Die etwa elf Arten sind von Nordamerika (zehn Arten) bis Mexiko verbreitet.[5]
  - Hymenothrix A.Gray: Sie hat bis etwa fünf Arten enthalten.[5] Seit 2016 sind etwa sechs Arten mehr enthalten. Es gehören die Arten der bisherigen Gattung Amauriopsis Rydb.: Die bis 2010 nur eine Art enthalten[5] und seit 2010 sechs Arten hat.[14] Die seit 2016 etwa elf Arten sind von den USA bis Mexiko verbreitet.[12]
  - Hypericophyllum Steetz: Die etwa sieben Arten sind im tropischen Afrika verbreitet.
  - Loxothysanus B.L.Rob.: Die etwa zwei Arten sind in Mexiko verbreitet.
  - Nothoschkuhria B.G.Baldwin: Sie wurde 2015 aufgestellt und enthält nur eine Art:[12][15]
    - Nothoschkuhria degenerica (Kuntze) B.G.Baldwin: Sie kommt im Hochland von Bolivien bis ins nordwestliche Argentinien vor.[12]

  - Palafoxia Lag.:[12] Die etwa zwölf Arten sind von den südwestlichen USA (zehn Arten) bis Mexiko verbreitet.[5]
  - Peucephyllum A.Gray: Sie enthält nur eine Art:
    - Peucephyllum schottii A.Gray: Sie ist von den südwestlichen US-Bundesstaaten Arizona, Kalifornien, Nevada sowie Utah bis ins nordwestliche Mexiko (Baja California sowie Sonora) verbreitet.[5]

  - Picradeniopsis Rydb.: Die etwa acht Arten sind von den USA bis Mexiko und in Südamerika verbreitet.[12]
  - Platyschkuhria Rydb.:[12] Sie enthält nur eine Art:[5]
    - Platyschkuhria integrifolia Rydberg (A.Gray) Rydb.: Sie gedeiht in Höhenlagen von 1100 bis 2200 Metern in den westlichen US-Bundesstaaten Arizona, Colorado, Montana, New Mexico, Utah sowie Wyoming.[5]

  - Psathyrotopsis Rydb.: Die etwa drei Arten sind von den südwestlichen USA bis Mexiko verbreitet.[5]
  - Schkuhria Roth.:[12] Die zwei bis sechs Arten sind von den südwestlichen USA (zwei Arten) über Mexiko und Zentral- bis Südamerika verbreitet.[5]
  - Thymopsis Benth.: Von den nur zwei auf den Karibischen Inseln Arten vorkommenden kommt die eine nur auf den Bahamas und die andere nur auf Kuba vor.
- Tribus Coreopsideae Lindl. (Syn.: Bidentideae Godr., Bidentidinae Griseb., Coreopsidaceae Link, Coreopsidinae Dumort., Coreopsidodinae C.Jeffrey):[2] Sie enthält (21 bis) etwa 31[16] Gattungen mit etwa 500 Arten:[17][16]
  - Zweizähne (Bidens L., Megalodonta Greene): Die 150 bis über 250 Arten sind fast weltweit verbreitet.[5] Besonders viele Arten gibt es von den gemäßigten Gebieten über die Subtropen bis zu den Tropen der Neuen Welt[5] und in Afrika.[17]
  - Chrysanthellum Rich.: Die etwa elf Arten kommen in vielen tropischen Gebieten der Welt vor.
  - Coreocarpus Benth.: Die etwa neun Arten sind alle in Mexiko beheimatet, eine Art kommt auch Arizona vor.[5]
  - Mädchenaugen (Coreopsis L.): Der Umfang dieser Gattung wurde kontrovers diskutiert, die afrikanischen Arten gehören nicht mehr zu dieser Gattung. Die etwa 70 Arten sind in der Neuen Welt weitverbreitet. Die Zentren der Artenvielfalt liegt mit etwa 28 Arten[5] in den gemäßigten Gebieten des östlichen Nordamerikas, in Mexiko und in den Anden.[17]
  - Cosmos Cav.: Die 26 bis 28 Arten sind in der Neotropis weitverbreitet, mit einem Schwerpunkt der Artenvielfalt in Mexiko. Eine Art ist in vielen Teilen der Welt ein Neophyt.[5]
  - Cyathomone S.F.Blake: Sie enthält nur eine Art:
    - Cyathomone sodiroi (Hieron.) S.F.Blake: Sie kommt in Ecuador vor.

  - Dahlien (Dahlia Cav.): Die 35 bis 40 Arten sind hauptsächlich in Mexiko verbreitet und es gibt auch Arten in Zentralamerika sowie Kolumbien. Viele Sorten werden in gemäßigten bis tropischen Gebieten als Zierpflanzen verwendet.[18]
  - Dicranocarpus A.Gray: Sie enthält nur eine Art:
    - Dicranocarpus parviflorus A.Gray: Sie kommt von den südwestlichen USA bis ins nördliche Mexiko vor.[5]

  - Diodontium F.Muell.: Sie enthält nur eine Art:
    - Diodontium filifolium F.Muell.: Sie ist im nördlichen Australien verbreitet.

  - Ericentrodea S.F.Blake: Die etwa sechs Arten gedeihen in den Anden von Kolumbien bis Bolivien.
  - Eryngiophyllum Greenm.: Die etwa zwei Arten sind in Mexiko verbreitet.
  - Fitchia Hook. f.: Die etwa sieben Arten sind in Polynesien verbreitet, drei Arten sind Endemiten auf den Gesellschafts-Inseln, eine Art ein Endemit auf Rapa Iti.
  - Glossocardia Cass.: Die etwa zwölf Arten sind in Südostasien und auf Pazifischen Inseln verbreitet.
  - Goldmanella Greenm.: Sie enthält nur eine Art:
    - Goldmanella sarmentosa (Greenm.) Greenm.: Sie ist von Mexiko über Belize bis Guatemala verbreitet.

  - Henricksonia B.L.Turner: Sie enthält nur eine Art:
    - Henricksonia mexicana B.L.Turner: Sie kommt im nördlichen Mexiko vor.

  - Heterosperma Cav.: Die fünf bis zehn Arten sind von den südwestlichen USA (eine Art) über Mexiko und Zentral- bis Südamerika verbreitet. Sie sind auf Karibischen Inseln Neophyten.[5]
  - Hidalgoa La Llave & Lex.: Die etwa fünf Arten sind von Mexiko bis Zentralamerika verbreitet.
  - Isostigma Less.: Die 11 bis 15 Arten sind von Bolivien, Brasilien, Paraguay und Uruguay bis Argentinien verbreitet.
  - Koehneola Urb.: Sie enthält nur eine Art:
    - Koehneola repens (Griseb. ex Urb.)Urb.: Sie kommt nur in Kuba vor.

  - Moonia Arn.: Sie enthält eine (früher bis zu sechs Arten):
    - Moonia heterophylla Arn.: Sie kommt in Sri Lanka und im südlichen Indien vor.

  - Narvalina Cass.: Sie enthält nur noch eine Art:
    - Narvalina domingensis (Cass.) Less.: Sie kommt nur auf Hispaniola vor.

  - Oparanthus Sherff: Sie enthält seit 2011 sechs Arten, die Endemiten auf polynesischen Inseln sind, vier auf den Marquesas und zwei auf Rapa Iti.
  - Petrobium R.Br.: Sie enthält nur eine Art:
    - Petrobium arboreum (J.R.Forst. & G.Forst.) R.Br. ex Spreng.: Es ist ein Endemit auf St. Helena.

  - Pinillosia Ossa ex DC.: Sie enthält nur eine Art:
    - Pinillosia berteroi (Spreng.) Urb.: Sie kommt auf Kuba und Hispaniola vor.

  - Selleophytum Urb. (manchmal in Coreopsis L. enthalten): Sie wurde 2008 reaktiviert und enthält nur eine Art:
    - Selleophytum buchii Urb.: Sie kommt nur in Haiti vor.[16]

  - Staurochlamys Baker: Sie enthält nur eine Art:
    - Staurochlamys burchellii Baker: Sie gedeiht in der Caatinga und im Cerrado in den brasilianischen Bundesstaaten Tocantins, Maranhão, Piauí sowie Goiás.

  - Tetraperone Urb.: Sie enthält nur eine Art:
    - Tetraperone bellioides (Griseb.) Urb.: Sie kommt nur in Kuba vor.

  - Thelesperma Less.: Die über zehn Arten sind vom westlichen Nordamerika (neun Arten) bis Mexiko und in Südamerika verbreitet.[5]
  - Trioncinia (F.Muell.) Veldkamp: Sie enthält nur eine Art:
    - Trioncinia retroflexa (F.Muell.) Veldkamp: Sie kommt nur im australischen Bundesstaat Queensland vor.
- Tribus Feddeeae Pruski, P.Herrera, Anderb. & Franc.-Ort.: Sie wurde 2008 aufgestellt und enthält nur eine Gattung:[19]
  - Feddea Urb.: Sie enthält nur eine Art:
    - Feddea cubensis Urb.: Sie ist nur im östlichen Kuba beheimatet und gefährdet.
- Tribus Helenieae Benth. & Hook.: Sie enthält etwa zwölf Gattungen in der Neuen Welt, mit dem Schwerpunkt der Artenvielfalt von den südlichen USA bis ins nördliche Mexiko:
  - Amblyolepis DC.: Sie enthält nur eine Art:
    - Amblyolepis setigera DC.: Sie ist vom US-Bundesstaat Texas bis zu den mexikanischen Bundesstaaten Coahuila, Nuevo León sowie Tamaulipas verbreitet.[5]

  - Baileya Harv. & A.Gray ex A.Gray: Die nur drei Arten sind von den südwestlichen USA bis ins nördlichen Mexiko verbreitet.[5]
  - Balduina Nutt.: Die nur drei Arten sind in den südöstlichen USA verbreitet.[5]
  - Kokardenblumen (Gaillardia Foug.): Die 15 bis 17 oder mehr Arten sind in Nordamerika (elf Arten), Mexiko und Südamerika (hauptsächlich Argentinien) verbreitet.[5]
  - Sonnenbraut (Helenium L.): Die etwa 32 Arten sind in der Neuen Welt weitverbreitet.[5]
  - Hymenoxys Cass.: Die etwa 25 Arten sind von Nordamerika (17 Arten), über Mexiko und Zentral- bis Südamerika weitverbreitet.[5]
  - Marshallia Schreb.: Die etwa sieben Arten sind in den südlichen, zentralen sowie südöstlichen USA verbreitet.[5]
  - Pelucha S.Wats.: Sie enthält nur eine Art:
    - Pelucha trifida S.Wats.: Sie gedeiht nur in der mexikanischen Sonora-Wüste Niederkaliforniens.

  - Plateilema (A.Gray) Cockerell: Sie enthält nur eine Art:
    - Plateilema palmeri (A.Gray) Cockerell: Sie ist vom US-Bundesstaat Texas bis zu den mexikanischen Bundesstaaten Coahuila sowie Nuevo León verbreitet.[5]

  - Psathyrotes (Nutt.) A.Gray: Die nur drei Arten sind von den südwestlichen USA bis ins nordwestlichen Mexiko verbreitet.[5]
  - Psilostrophe DC.: Die etwa sieben Arten sind von den USA (sechs Arten) bis Mexiko verbreitet.[5]
  - Tetraneuris Greene: Die etwa neun Arten sind von Nordamerika (neun Arten) bis Mexiko verbreitet.[5]
  - Trichoptilium A.Gray: Sie enthält nur eine Art:
    - Trichoptilium incisum (A.Gray) A.Gray: Sie ist von den US-Bundesstaaten Arizona, Kalifornien sowie Nevada bis ins mexikanische Niederkalifornien verbreitet.[5]
- Tribus Madieae Jeps.: Sie enthält etwa 35 Gattungen in der Neuen Welt:[5]
  - Achyrachaena Schauer: Sie enthält nur eine Art:
    - Achyrachaena mollis Schauer: Sie kommt von Oregon über Kalifornien bis zum mexikanischen Baja California vor.[5]

  - Adenothamnus D.D.Keck: Sie enthält nur eine Art:
    - Adenothamnus validus (T.S.Brandegee) D.D.Keck: Sie kommt in Mexiko vor.

  - Silberschwerter (Argyroxiphium DC.): Von den bisher fünf Arten ist eine, Argyroxiphium virescens Hillebr. ausgestorben. Sie kommen alle nur auf Hawaii vor. Hierher gehört:
    - Silberschwert (Argyroxiphium sandwicense DC.)

  - Amblyopappus Hook. & Arn.: Sie enthält nur eine Art:
    - Amblyopappus pusillus Hook. & Arn.: Sie ist an den Küsten von Kalifornien bis zum mexikanischen Baja California und an der Westküste Südamerikas verbreitet.[5]

  - Anisocarpus Nutt.: Von den nur zwei Arten ist die eine im westlichen Nordamerika verbreitet und die andere kommt nur in Kalifornien vor.[5]
  - Arnika (Arnica L.): Die etwa 29 Arten sind in Nordamerika (26 Arten), Mexiko, Europa, im asiatischen Teil Russlands und in Japan verbreitet.[5]
  - Baeriopsis J.T.Howell: Sie enthält nur eine Art:
    - Baeriopsis guadalupensis J.T.Howell: Sie kommt nur in Baja California vor.

  - Blepharipappus Hook.: Sie enthält nur eine Art:
    - Blepharipappus scaber Hook.: Sie gedeiht in Höhenlagen von 300 bis 2200 Meter in den nordwestlichen USA.[5]

  - Blepharizonia (A.Gray) Greene: Die nur zwei Arten kommen nur in Kalifornien vor.[5]
  - Calycadenia DC.: Die etwa zehn Arten sind in den westlichen USA verbreitet.[5]
  - Carlquistia B.G.Baldwin: Sie enthält nur eine Art:
    - Carlquistia muirii (A.Gray) B.G.Baldwin: Sie gedeiht in Höhenlagen von 1100 bis 2500 Meter nur in Kalifornien.[5]

  - Centromadia Greene: Die etwa vier Arten sind von den westlichen USA (drei Arten) bis ins nordwestliche Mexiko verbreitet.[5]
  - Constancea B.G.Baldwin: Sie enthält nur eine Art:
    - Constancea nevinii (A.Gray) B.G.Baldwin: Sie ist ein Endemit der kalifornischen Kanalinseln.

  - Deinandra Greene: Die etwa 21 Arten sind von den westlichen USA (16 Arten) bis ins nordwestliche Mexiko verbreitet.[5]
  - Dubautia Gaudich.: Die etwa 39 Arten kommen nur in Hawaii vor.
  - Eatonella A.Gray: Sie enthält nur eine Art:
    - Eatonella nivea (D.C.Eaton) A.Gray: Sie gedeiht in Höhenlagen von 800 bis 3100 Meter in den westlichen USA.[5]

  - Eriophyllum Lag.: Die etwa 14 Arten sind von den westlichen USA verbreitet, mit einem Schwerpunkt der Artenvielfalt in Kalifornien.[5]
  - Harmonia B.G.Baldwin: Die etwa fünf Arten kommen nur in Kalifornien vor.[5]
  - Hemizonella (A.Gray) A.Gray: Sie enthält nur eine Art:
    - Hemizonella minima (A.Gray) A.Gray: Sie gedeiht in Höhenlagen von 300 bis 2900 Meter im westlichen Nordamerika.[5]

  - Hemizonia DC.: Sie enthält nur eine Art:
    - Hemizonia congesta DC.: Sie ist mit sechs Unterarten in den westlichen USA verbreitet.[5]

  - Holocarpha Greene: Die etwa vier Arten kommen nur in Kalifornien vor.[5]
  - Holozonia Greene: Sie enthält nur eine Art:
    - Holozonia filipes (Hook. & Arn.) Greene: Sie gedeiht in Höhenlagen von 30 bis 600 Meter nur in Kalifornien.[5]

  - Hulsea Torr. & A.Gray: Die etwa sieben Arten sind von den westlichen USA bis ins nordwestliche Mexiko verbreitet.[5]
  - Jensia B.G.Baldwin: Die nur zwei Arten kommen nur in Kalifornien vor.[5]
  - Kyhosia B.G.Baldwin: Sie enthält nur eine Art:
    - Kyhosia bolanderi (A.Gray) B.G.Baldwin: Sie gedeiht in Höhenlagen von 1000 bis 2600 Meter in den westlichen US-Bundesstaaten Kalifornien, Nevada sowie Oregon.

  - Lagophylla Nutt.: Die etwa vier Arten sind im westlichen Nordamerika verbreitet.[5]
  - Lasthenia Cass.: Von den etwa 18 Arten sind 17 in Nordamerika, hauptsächlich in Kalifornien, verbreitet und eine Art kommt in Chile vor.[5]
  - Layia Hook. & Arn. ex DC.: Die etwa 14 Arten sind vom westlichen Nordamerika (alle 14 Arten) bis ins nordwestliche Mexiko verbreitet.[5]
  - Madia Molina: Die etwa zehn Arten sind in der Neuen Welt verbreitet. Die Art Madia sativa war früher als Ölpflanze angebaut worden. Sie ist in Kanada, den USA und in Argentinien beheimatet.[4] Madia sativa kommt auch auf Hawaii vor; ob dies ein natürliches Vorkommen ist oder ob sie dort ein Neophyt ist, kann nicht mit Daten belegt werden.[5]
  - Monolopia DC.: Die etwa fünf Arten kommen nur in Kalifornien vor.[5]
  - Osmadenia Nutt.: Sie enthält nur eine Art:
    - Osmadenia tenella Nutt.: Sie kommt nur von Kalifornien bis zum mexikanischen Baja California vor.[5]

  - Pseudobahia (A.Gray) Rydb.: Die nur drei Arten kommen nur in Kalifornien vor.[5]
  - Raillardella (A.Gray) Benth. in Benth. & Hook. f.: Die nur drei Arten sind in den westlichen USA verbreitet.[5]
  - Syntrichopappus A.Gray: Die nur zwei Arten sind in den südwestlichen USA verbreitet.[5]
  - Wilkesia A.Gray: Die nur zwei Arten sind Endemiten nur auf der hawaiischen Insel Kauaʻi.
  - Venegasia DC.: Sie enthält nur eine Art:
    - Venegasia carpesioides DC.: Sie kommt nur von Kalifornien bis zum mexikanischen Baja California vor.[5]
- Tribus Millerieae Lindl. (Syn.: Subtribus Milleriinae): Sie enthält etwa 34 Gattungen:[20][21]
  - Acanthospermum Schrank: Die etwa sechs Arten sind hauptsächlich von den warm-gemäßigten bis tropischen Gebieten der Neuen Welt verbreitet. Einige Arten sind in vielen Gebieten der Welt Neophyten.[5]
  - Alepidocline S.F.Blake: Die etwa vier Arten sind in den Neotropis verbreitet.
  - Alloispermum Willd.: Die etwa 16 Arten sind in den Neotropis verbreitet.
  - Aphanactis Wedd.: Die etwa elf Arten sind in den Neotropis verbreitet.
  - Axiniphyllum Benth.: Die etwa fünf Arten kommen in Mexiko vor.
  - Bebbia Greene: Die nur zwei Arten sind von den südwestlichen USA (nur eine Art) bis ins nördliche Mexiko verbreitet.[5]
  - Carramboa Cuatrec. (manchmal in Espeletia): Die vier bis sieben Arten gedeihen in den Anden.
  - Coespeletia Cuatrec. (manchmal in Espeletia): Die seit 2013 sieben bis acht Arten gedeihen in den Anden Venezuelas und Kolumbiens.
  - Cymophora B.L.Rob.: Die vier fünf Arten kommen in Mexiko und in Venezuela vor.
  - Desmanthodium Benth.: Die etwa sieben Arten sind in den Neotropis verbreitet.
  - Dyscritothamnus B.L.Rob.: Die etwa zwei Arten kommen in Mexiko vor.
  - Espeletia Mutis ex Humb. & Bonpl.: Diese Gattung wurde in sieben kleinere Gattungen aufgeteilt. Die 45 bis 71 Arten gedeihen in den Páramos des nördlichen Südamerikas in Venezuela, Kolumbien und Ecuador.
  - Espeletiopsis Cuatrec. (manchmal in Espeletia): Von den etwa 23 Arten gedeihen fünf Arten in den zentralen Anden Venezuelas und 18 Arten in der östlichen Kordillere in Kolumbien.
  - Faxonia Brandegee: Sie enthält nur eine Art:
    - Faxonia pusilla Brandegee: Sie kommt in Mexiko vor.

  - Knopfkräuter (Galinsoga Ruiz & Pav.): Die 15 bis über 33 Arten sind nur in der Neuen Welt beheimatet. Einige Arten sind in den anderen Kontinenten Neophyten.[5]
  - Guardiola Cerv. ex Bonpl.: Die etwa zehn Arten sind alle in Mexiko beheimatet, eine Art kommt auch in Arizona vor.[5]
  - Guizotia Cass.: Die etwa sechs Arten sind im tropischen Afrika verbreitet. Guizotia abyssinica (L. f.) Cass. ist in vielen Gebieten der Welt ein Neophyt.[5]
  - Ichthyothere Mart.: Die etwa 20 Arten sind von Panama bis Südamerika verbreitet.
  - Jaegeria Kunth: Die etwa zehn Arten sind in den Neotropis verbreitet.
  - Lecocarpus Decne.: Die zwei bis drei Arten kommen nur auf Galapagos vor.
  - Libanothamnus Cuatrec. (manchmal in Espeletia): Sie enthält etwa elf Arten in den Anden.
  - Melampodium L.: Die etwa 36 Arten sind in der Neuen Welt von den USA (sieben Arten) über Mexiko, Zentralamerika und Karibische Inseln bis Südamerika natürlich verbreitet. Mindestens eine Art ist ein Neophyt in vielen Gebieten der Welt.[5]
  - Micractis DC.: Die etwa vier Arten sind in Ostafrika und Madagaskar verbreitet.
  - Milleria L.: Die nur zwei Arten sind von Mexiko über Zentralamerika bis ins nördliche Südamerika verbreitet.
  - Oteiza La Llave: Sie enthält fünf Arten in Guatemala.
  - Paramiflos Cuatrec. (manchmal in Espeletia): Sie enthält nur eine Art:
    - Paramiflos glandulosus (Cuatrec.) Cuatrec.: Sie kommt in den Anden vor.

  - Ruilopezia Cuatrec. (manchmal in Espeletia): Sie enthält etwa 24 Arten in den Anden.
  - Rumfordia DC.: Die sieben oder acht Arten sind von Mexiko bis Guatemala verbreitet.
  - Sabazia Cass.: Die etwa 16 Arten sind in Zentralamerika verbreitet.
  - Schistocarpha Less.: Die etwa 13 Arten sind in den Neotropis verbreitet.
  - Selloa Kunth: Es gibt etwa sechs Arten, sie sind von Mexiko bis Mittel- und Südamerika verbreitet.
  - Sigesbeckia L.: Die etwa acht Arten sind Mexiko verbreitet.
  - Smallanthus Mack.: Die etwa 20 Arten sind in der Neotropis verbreitet.[5]
  - Stachycephalum Sch.Bip. ex Benth.: Die etwa drei Arten sind in Mexiko, Ecuador und Argentinien verbreitet.
  - Tamania Cuatrec. (manchmal in Espeletia): Sie enthält nur eine Art:
    - Tamania chardonii (A.C.Sm.) Cuatrec.: Sie kommt in den Anden vor.

  - Tamananthus V.M.Badillo: Sie enthält nur eine Art:
    - Tamananthus crinitus V.M.Badillo: Sie kommt in Venezuela vor.

  - Tetragonotheca L.: Die etwa vier Arten sind von den südlichen USA (alle vier Arten) bis ins nördliche Mexiko verbreitet.[5]
  - Tridax L.: Die etwa 26 Arten sind in der Neotropis verbreitet.[5]
  - Trigonospermum Less.: Die etwa vier Arten sind von Mexiko bis Zentralamerika verbreitet.
  - Unxia L. f.: Die drei Arten sind von Panama bis ins nördliche Südamerika verbreitet.
- Tribus Neurolaeneae Rydb. (Syn.: Subtribus Neurolaeninae) (Rydb.) Stuessy, Turner & Powell: Sie enthält etwa fünf Gattungen:
  - Calea L.: Die etwa 95 Arten sind in der Neotropis verbreitet. Darunter:
    - Traumkraut (Calea ternifolia Kunth). Es kommt in Mittelamerika vor.

  - Enydra Lour.: Sie enthält drei bis zehn Arten hauptsächlich in Südamerika.
  - Greenmaniella W.M.Sharp.: Sie enthält nur eine Art:
    - Greenmaniella resinosa (W.Watson) W.Sharp: Sie ist in Mexiko verbreitet.

  - Heptanthus Griseb.: Die etwa sieben Arten kommen nur auf Kuba vor.
  - Neurolaena R.Br.: Die etwa neun Arten sind in Mexiko, Zentralamerika und in den Anden verbreitet.
- Tribus Perityleae B.G.Baldwin: Sie enthält etwa sieben Gattungen besitzen ihr Zentrum der Artenvielfalt in Mexiko:
  - Amauria Benth.: Die etwa zwei bis drei Arten sind in Mexiko verbreitet.
  - Eutetras A.Gray: Die etwa zwei Arten sind in Mexiko verbreitet.
  - Galeana La Llave & Lex.: Die etwa zwei Arten sind von Mexiko bis Costa Rica verbreitet.
  - Lycapsus Phil.: Sie enthält nur eine Art:
    - Lycapsus tenuifolius Phil.: Dieser Endemit kommt nur auf Inselgruppe der Desventuradas-Inseln auf den Inseln San Félix sowie San Ambrosio vor.

  - Pericome A.Gray: Die nur zwei Arten sind von den südwestlichen USA (eine Art) bis ins nördliche Mexiko verbreitet.[5]
  - Perityle Benth.: Die etwa 66 Arten sind von den USA (35 Arten) bis Mexiko und in Südamerika verbreitet.[5]
  - Villanova Lag.: Die etwa zehn Arten sind von Mexiko über Zentralamerika bis Südamerika verbreitet.
- Tribus Polymnieae (H.Rob.) Panero (Syn.: Subtribus Polymniinae): Sie wurde 2002 aufgestellt und enthält nur eine Gattung:
  - Polymnia L.: Die nur drei oder vier Arten sind im zentralen bis östlichen Nordamerika verbreitet.[5]

(Manche Gattungen, wie etwa Disteln sind nach neuen phylogenetischen Erkenntnissen der Unterfamilie Carduoideae zugeordnet.)

## Weiterführende Literatur
- Peter B. Pelser, Linda E. Watson: Introduction to Asteroideae. S. 495–502: In: Vicki A. Funk, A. Susanna, T. F. Stuessy, R. J. Bayer (Hrsg.): Systematics, Evolution and Biogeography of the Compositae. International Organization of Plant Taxonomy = IAPT, Wien, 2009.
- Vicki A.Funk, Arne A.Anderberg, Bruce G. Baldwin, Randall J. Bayer, J. Mauricio Bonifacino, Use Breitwieser, Luc Brouillet, Rodrigo Carhajal, Raymund Chan, Antonio X. P. Coutinho, Daniel J. Crawford, Jorge V. Crisci, Michael O.Dillon, Susana E. Freire, Merce Galhany-Casals, Nuria Garcia-Jacas, Birgit Gemeinholzer, Michael Gruenstaeudl, Hans V.Hansen, Sven Himmelreich, Joachim W. Kadereit, Mari Kallersjo, Vesna Karaman-Castro, Per Ola Karis, Liliana Katinas, Sterling C. Keeley, Norhert Kilian, Rebecca T. Kimball, Timothy K. Lowrey, Johannes Lundberg, Robert J. McKenzie, Mesjin Tadesse, Mark E. Mort, Bertil Nordenstam, Christoph Oberprieler, Santiago Ortiz, Pieter B. Pelser, Christopher P. Randle, Harold Robinson, Nddia Roque, Gisela Sancho, John C. Semple, Miguel Serrano, Tod F. Stuessy, Alfonso Susanna, Matthew Unwin, Lowell Urbatsch, Estrella Urtubey, Joan Valles, Robert Vogt, Steve Wagstaff, Josephine Wardand, Linda E. Watson: Compositae metatrees: the next generation. 2009, S. 747–778. PDF. In: Vicki A. Funk, A. Susanna, T. F. Stuessy, R. J. Bayer (Hrsg.): Systematics, Evolution and Biogeography of the Compositae. International Organization of Plant Taxonomy = IAPT, Wien, 2009.
- J. R. Mandel, R. B. Dikow, Vicki A. Funk, R. R. Masalia, S. E. Staton, A. Kozik, R. W. Michelmore, L. H. Rieseberg, J. M. Burke: A target enrichment method for gathering phylogenetic information from hundreds of loci: An example from the Compositae. In: Applications in Plant Sciences, Volume 6, 2, 2, Februar 2014. doi:10.3732/apps.1300085
- Chien-Hsun Huang, Caifei Zhang, Mian Liu, Yi Hu, Tiangang Gao, Ji Qi, Hong Ma: Multiple polyploidization events across Asteraceae with two nested events in the early history revealed by nuclear phylogenomics. In: Molecular Biology and Evolution, Volume 33, Issue 11, 2016, S. 2820–2835. doi:10.1093/molbev/msw157
- John F. Pruski, Harold E. Robinson: Asteraceae. S. 1–608. In: G. Davidse, M. Sousa Sánchez, S. Knapp, F. Chiang Cabrera (Hrsg.): Flora Mesoamericana, Volume 5 (2): i–xix, Missouri Botanical Garden, St. Louis, 2018. Asteroideae bei Tropicos.org. In: Flora Mesoamericana. Missouri Botanical Garden, St. Louis

- Karte mit allen verlinkten Seiten:
- OSM |
- WikiMap